# مسيحية غربية
المسيحية الغربية هي تراث وعقائد متمثلة بالكنيسة الرومانية الكاثوليكية والطوائف التي اشتقت تاريخيا منها مثل الأنجليكانية (والتي تعتبر أحيانًا جزءًا من البروتستانتية) والبروتستانتية، ويقابلها من الجهة الأخرى المسيحية الشرقية. المسيحية الغربية هي التراث الديني لمعظم المسيحيين في جميع أنحاء العالم.
تطورّت المسيحيّة الغربيّة في العالم الغربي وبالتالي هي الشكل المسيحي السائد في غرب وشمال ووسط وجنوب القارة الأوروبيّة وهي الشكل المسيحي المهيمن في شمال أفريقيا قديمًا فضلًا عن أفريقيا الجنوبية وجميع أنحاء أستراليا ونصف الكرة الأرضية الغربي.
اليوم لم تعد الأوصاف الجغرافيا للمسيحية (شرقية وغربية) تعكس واقعا جغرافيا، فحتى القرن السادس عشر كان المصطلح جغرافيًا يصف حقيقة فعلية، لكن عقب بدء عصر الاكتشاف، فإلى جانب الهجرات (سواء التي نقلت المسيحيين الشرقيين إلى الغرب، أو تلك التي نقلت سكانًا مسيحيون غربيون إلى أنحاء المعمورة)، نشطت الإرساليّات والمبشريّن المسيحيين الغربيين في العالم الجديد، أفريقيا جنوب الصحراء، الشرق الأدنى واقيانوسيا فأضحت الكنائس المسيحية الغربية (وعلى الأخص الكاثوليكية والإنجيلية) خلال القرون الخمسة الأخيرة كنائس كونيّة.
تاريخيًا ارتبطت المسيحية الغربية مع المصطلح الجيوسياسي «الغرب المسيحي»، ويعود ذلك بشكل أساسي إلى الدور الذي لعبته الكنائس المسيحية الغربية في تشكيل ملامح الحضارة الغربية، والدور الذي لعبه الغرب في نشر المسيحية وتشكيل تاريخها.

## المفهوم

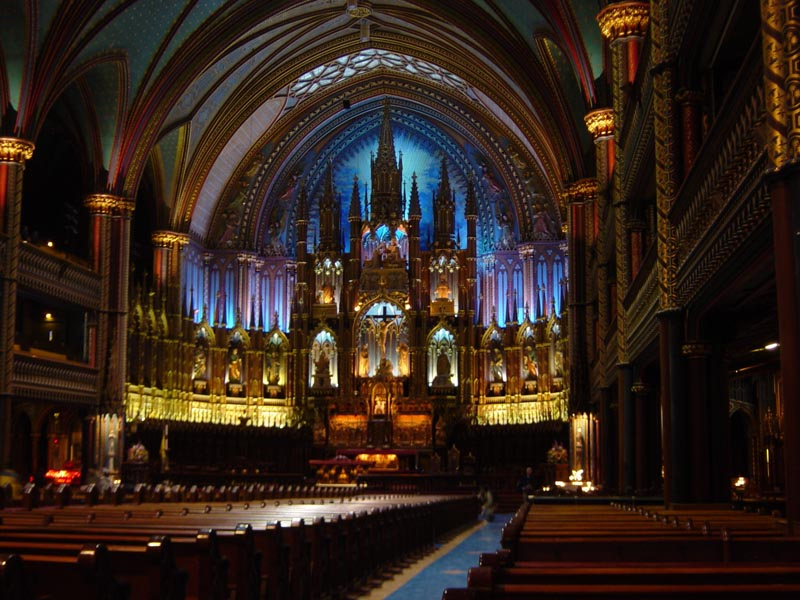
كنيسة النوتردام في كندا، شكلّت المسيحية حجر أساس الحضارة الغربية.

كانت المسيحية ركن القاعدة الثقافية الأوروبية وفي مناسبات محددة الركن الوحيد للهوية الأوروبية، خاصة عندما سعت الكنيسة الرومانية الكاثوليكية لبسط نفوذها الثقافي ومن ثم السياسي على الغرب الأوروبي، فالأممية المسيحية أو مفهوم العالم المسيحي ظلت قوة سياسية ودافعًا فكريًا وعقائديًا وسياسيًا أثر مباشرة على مسيرة السياسية الأوروبية، بل إنه أصبح لب فكرة «المفهوم الغربي»، وقام باستبدال المفهوم الجغرافي الأوروبي الضيق أو الروماني المحدود وأصبح يمثل شرعية جديدة بدأت تترسخ داخل الشعوب الأوروبية والوجدان السياسي فيها، وأصبح هذا المفهوم يمثل الشرعية السياسية والدينية على حد سواء.
أغلب الباحثين يتفقون على أن الثقافة الأوروبية أو الحضارة الغربية بمعنى أوسع تقوم على أساسين ومصدرين هما الحضارة اليونانية-الرومانية والديانة المسيحية (الكاثوليكية والبروتستانتية). حدد رئيس المفوضية الأوروبية الأسبق جاك ديلو هوية أوروبا بأبعاد ثلاثة: الديانة المسيحية، القانون الروماني، والنزعة الإنسانية في الفلسفة اليونانية.

### ملامح رئيسية
لا تمنح الكنيسة الرومانية الكاثوليكية سر الأفخارستيا وسر الميرون إلا بعد بلوغ الطفل سن الثامنة يتخلله احتفال ديني يسمّى أول قربانة وذلك على خلاف الكنائس المسيحية الشرقية التي تمنح سر الأفخارستيا وسر الميرون مترافقًا مع سر العماد، وفي حين تسمح الكنائس الأرثوذكسية الشرقية والمشرقية في زواج الكهنة وتفرض البتولية على الرهبان وحدهم، وكذلك حال الكنائس البروتستانتية التقليديّة، أما البروتستانتية الغير تقليدية فلا يوجد لديها سر كهنوت من الأساس، وغالبًا ما يكون القسس والأساقفة البروتستانت من المتزوجين في حين تمنع الكنيسة الكاثوليكية زواج الكهنة، مع وجود استثناء في الكنائس الكاثوليكية الشرقية التي تسمح بزواج الكهنة شرط أن يتم قبل نيل السر.
خلال القرن الحادي عشر دار الخلاف بين بطريركية القسطنطينية والكرسي الرسولي حول أصل انبثاق الروح القدس؛ فبينما وجدت كنيسة القسطنطينية أن الروح القدس منبثق من الآب وحده استنادًا إلى تفسير إنجيل يوحنا 26/15ٍ وجدت الكنيسة الكاثوليكية أن الروح ينبثق من الآب والابن معًا استنادًا إلى تفسير إنجيل يوحنا 16/ 14-16. وأعتبر انبثاق الروح القدس من ملامح العقائديّة للكنائس المسيحية الغربية الكاثوليكية والبروتستانتية.
هناك اختلافات ثقافية بين التقاليد المسيحية الغربية والشرقية تتمثل في رسم إشارة الصليب إذ أن الكنائس الغربية تقوم برسم الصليب من اليسار إلى اليمين بينمنا في الكنائس الارثوذكسيه الشرقية من اليمين إلى اليسار. وفي فروق في التقويم إذ على خلاف الكنائس المسيحية الغربية والتي تعتمد التقويم الغريغوري تعتمد غالبية الكنائس المسيحية الشرقية التقويم اليولياني.

## تاريخ

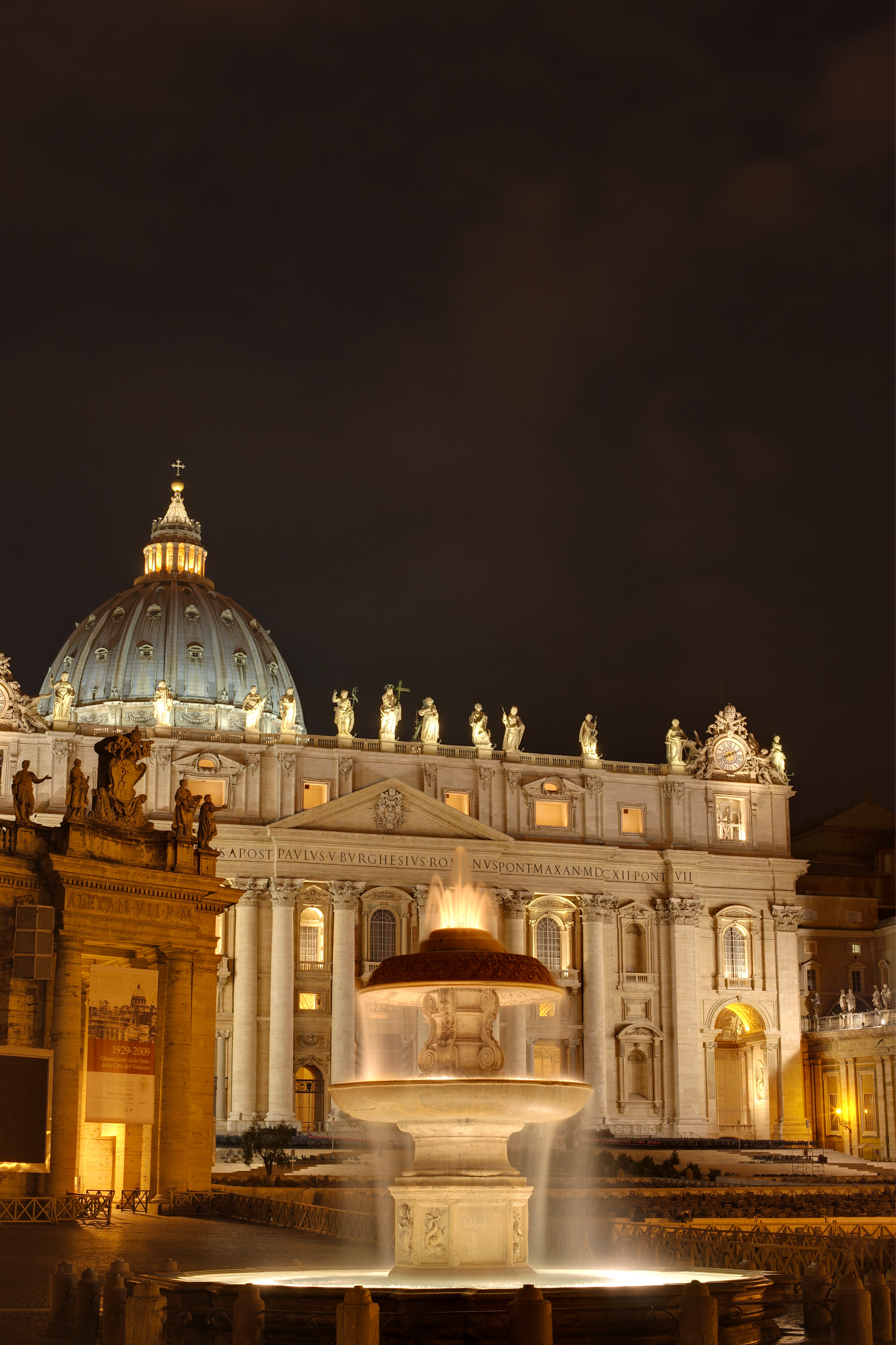
الفاتيكان، كاتدرائية القديس بطرس، حيث معقل الكاثوليكية.

كانت المسيحية ركن القاعدة الثقافية الأوروبية وفي مناسبات محددة الركن الوحيد للهوية الأوروبية، خاصة عندما سعت الكنيسة الرومانية الكاثوليكية لبسط نفوذها الثقافي ومن ثم السياسي على الغرب الأوروبي، فالأممية المسيحية أو مفهوم العالم المسيحي ظلت قوة سياسية ودافعًا فكريًا وعقائديًا وسياسيًا أثر مباشرة على مسيرة السياسية الأوروبية، بل إنه أصبح لب فكرة «المفهوم الغربي»، وقام باستبدال المفهوم الجغرافي الأوروبي الضيق أو الروماني المحدود وأصبح يمثل شرعية جديدة بدأت تترسخ داخل الشعوب الأوروبية والوجدان السياسي فيها، وأصبح هذا المفهوم يمثل الشرعية السياسية والدينية على حد سواء.
بالنسبة لمعظم تاريخ الكنيسة في أوروبا كانت مقسمة بين غرب يتحدث باللغة اللاتينية ومركزها الحضاري والسياسي في روما، في حين كان الشرق ناطق باللغة اليونانية ومشبّع بحضارة هيلينية ومركزها الحضاري والسياسي في القسطنطينية. الاختلافات الثقافية والتنافس السياسي خلق توترات بين الكنيستين، مما أدى إلى خلافات حول العقيدة واللاهوت الكنسي، وفي نهاية المطاف إلى الانشقاق.
مثل المسيحية الشرقية تعود جذور المسيحية الغربية بشكل مباشر أو غير مباشر، إلى الرسل وغيرها من الجماعات المسيحية المبكرة. كانت اللغة الرئيسية في العالم المسيحي الغربي اللغة اللاتينية. ومع ازدياد السكان والثروة في الامبراطورية الرومانية الشرقية أدى إلى أنشأ قسطنطين مدينة القسطنطينية لتكون عاصمة للامبراطورية البيزنطية، وغدت مركز حضاري سيّما بالنسبة للمسيحية الشرقية ومركز حضاري عالمي، فأضحت أعظم مدن العالم في ذلك العصر. وكانت مقر بطريركية القسطنطينية المسكونية وبالتالي ظهرت منافسة سياسية بين بطريرك القسطنطينية والبابا في روما حول الأحقية في زعامة العالم المسيحي، وكان حصار روما من قبل القوط الغربيين والوندال في عام 410 وفي عام 455 قد صعّد من أجواء المنافسة. على الرغم من التواصل الثقافي والتبادل بين الشقيّن الشرقي والغربي للإمبراطورية الرومانية، فإن تاريخ المسيحية وكل من المسيحية الشرقية والغربية أخذت مسار ثقافي متباين، مع الانشقاق العظيم بين الكنيسة الكاثوليكية والكنيسة الأرثوذكسية عام 1054.
بحلول القرن الحادي عشر من خلال جهود غريغوري السابع، نجحت الكنيسة بتأسيس واعلان نفسها بأنها «كيان مستقل من الناحية القانونية والسياسية داخل المسيحية الغربية». مما أتاح للكنيسة قوة سياسية وتأثير كبير على المجتمع الغربي؛ وكانت قوانين الكنيسة وتشريعاتها القانون النافذ ويمتد تأثيرها إلى السلطات القضائية وحياة والشعوب في جميع أنحاء أوروبا، مما أتاح لها سلطة بارزة. ومن خلال نظام المحاكم الخاص بها، احتفظت الكنيسة الولاية على جوانب كثيرة من الحياة العادية، بما في ذلك الميراث، والتعليم، والوعود شفوية، وخطاب القسم، والجرائم الأخلاقية، والزواج. وباعتبارها واحدة من أقوى المؤسسات في العصور الوسطى، فقد انعكست المواقف الكنيسة على القوانين العلمانية الحديثة.
كانت الكنيسة الكاثوليكية في القرون الوسطى أقوى مؤسسة في أوروبا وأكثر عالميّة وديموقراطيّة، خصوصًا في المنظمات الرهبانية التي تتبع قوانين القديس بندكت. وغدت الأديرة الملجأ الثقافي والعلمي في أوروبا، وإليها لجأت مختلف النُخب لتبرز في الآداب والعلوم وغيرها من الثياب الرهبانيّة أو الأسقفيّة، ولعلّ نشاط دير كلوني أحد أبرز علائم تلك المرحلة.

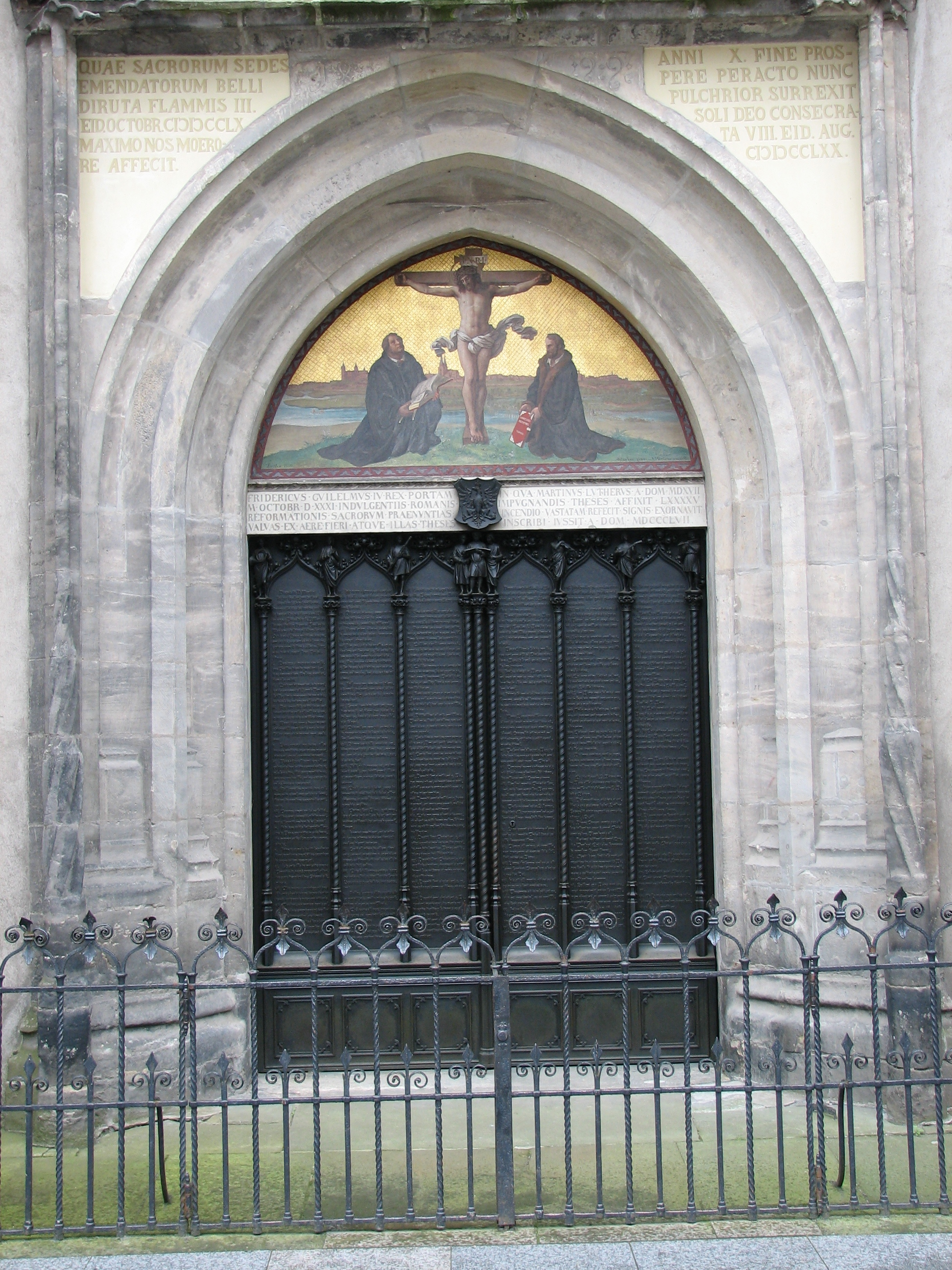
باب كنيسة جميع القديسين في فيتنبرغ، والتي علق لوثر على بابها القضايا الخمس والتسعون، في 31 أكتوبر 1517، والتي شكلت بداية الإصلاح.

شهد القرن الرابع عشر أحد الانشقاقات الكبرى في العالم المسيحي الغربي، وهو الإصلاح البروتستانتي الذي قسّم أوروبا إلى قسم كاثوليكيّ وبروتستانتيّ. في عام 1517 قام مارتن لوثر بوضع قائمة بالاعتراضات على ممارسات الكنيسة الكاثوليكية إذ انتقد مارتن لوثر الفساد في الكنيسة الكاثوليكية وانتقد بشكل خاص قضية صكوك الغفران، وشراء بعض المناصب العليا في الكنيسة والمحسوبية إضافة إلى ظهور ما يشبه «عوائل مالكة» تحتفظ بالكرسي الرسولي مثل آل بورجيا وعائلة ميديشي، وقد شرحها في 95 بند، فكانت تلك نقطة انطلاق الإصلاح بروتستانتي في أوروبا رافقه ظهور مصلحين آخرين مثل هولدريخ زوينكلي وجان كالفن ممن انتقدوا طريقة العبادة في الكنيسة الرومانية الكاثوليكية. هذه الإصلاحات تسمت في الحركة البروتستانتية، التي تنكرت لسيادة البابا، ودور التقاليد، والأسرار السبعة المقدسة، وأعتبرت أن الإيمان بأن الكتاب المقدس فقط مصدر المسيحية. بدأ الإصلاح في انكلترا في عام 1534، مع هنري الثامن ملك إنجلترا عندما قام في فسخ زواجه من كاثرين أراغون وذلك بعدما رفض البابا ترخيص طلاقه، ما أدى إلى تأسيس الكنيسة الأنجليكانية التي تعتمد النظام الأسقفي. أصبح الإصلاح الإنجليزي قضية سياسية أكثر منه نزاع لاهوتي، فقد سمح واقع الخلافات السياسية بين روما وإنجلترا، لبروز الخلافات اللاهوتية على السطح.
استجابة لحركة الإصلاح البروتستانتي قامت الكنيسة الكاثوليكية في عملية كبيرة للإصلاح والتجديد، والمعروفة باسم الإصلاح المضاد أو الإصلاح الكاثوليكي. وقد مجمع ترنت لتأكيد تعاليم الكنيسة العقائدي. تأسست في القرن السادس عشر سائر الرهبنات الكبرى، الدومنيكانية، واليسوعية إضافة إلى رهبنة فرسان مالطة والقديس يوحنا الأورشليمي؛ لقد سيطرت هذه الرهبنات على عملية التقدم والتطوير في الكنيسة كذلك سيطرت على النخبة في ذلك العصر. خلال القرون التالية، أصبحت المنافسة بين الكاثوليكية والبروتستانتية متشابكة بعمق مغ الصراعات السياسية بين الدول الأوروبية.
وفي الوقت نفسه مع اكتشاف العالم الجديد سنة 1492 من قبل كريستوفر كولومبوس شهد تاريخ المسيحية موجة جديدة من النشاط التبشيري. ومع نشاط المبشريّن والمرسليّن الأوروبييّن والتوسع الاستعماري من قبل القوى الأوروبية، انتشرت المسيحية في الأمريكتين، أوقيانوسيا، شرق آسيا وأفريقيا جنوب الصحراء. وخلال القرن الثامن والتاسع عشر حققت الإرساليات البروتستانتية انتشارًا واسعًا في أفريقيا وأوقيانوسيا وآسيا إرساليات الكنيسة المشيخية والأبرشانيون توّج ذلك في بتأسيس جمعية لندن التبشيرية التي كان لها أثر هام في وصول البروتستانية إلى الشرق الاقصى وأوقيانوسيا، وكان للإرساليات البروتستانتية الأثر الأكبر في ادخال الطب الحديث للصين خاصًة من خلال المبشرين أمثال الجراح روبرت موريسون والقس جون ليفينغستون. وحققت الإرساليّات الميثوديّة النجاح في إدخال أغلبية سكان جزر ميلانيزيا وجزر بولنيزيا للديانة المسيحية.

## عوائل المسيحية الغربية

### الكنيسة الرومانية الكاثوليكية

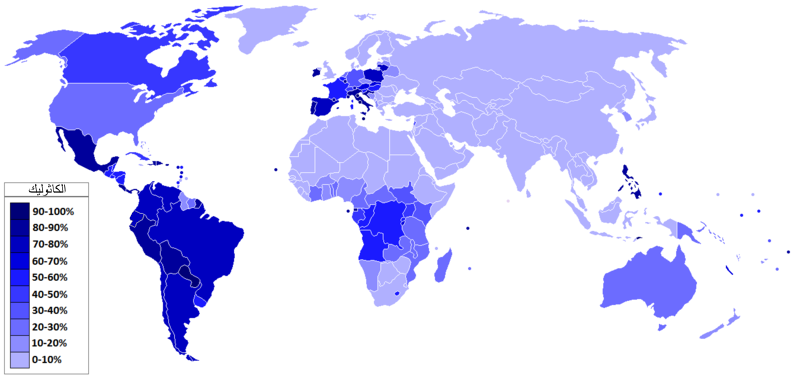
الكاثوليكية بحسب انتشارها في دول العالم.

الكنيسة الرومانية الكاثوليكية (باللاتينية: Ecclesia Catholica Romana) هي أكبر الكنائس المسيحية حيث يصل عدد أتباعها بحوالي 1.13 مليار نسمة، رأسها هو البابا أسقف روما وبحسب تقليدها الكنسي خليفة بطرس تلميذ يسوع المسيح. لقبها الرسمي هو الكنيسة المقدسة الكاثوليكية الرسولية. مثلت هذه الكنيسة القوة الروحية الأساسية في تاريخ الحضارة الغربية، إلى جانب الأرثوذكسية الشرقية والبروتستانتية. تتبعها في الشرق كنائس عديدة في شركة كاملة معها تعرف بالكنائس الكاثوليكية الشرقية. على مر القرون طورت الكنيسة الكاثوليكية منظومة لاهوتية معقدة وثبتت بنية إدارية فريدة تحكمها البابوية أقدم ملكية مطلقة مستمرة في العالم. البابا الحالي هو البابا فرنسيس.
وتقوم الكنيسة بإدارة المدارس والجامعات والمستشفيات والملاجئ ودور العجزة في تلك البلدان. وكوَّن الكاثوليك في بعض الأقطار التي تسكنها غالبية كاثوليكية أحزابًا سياسية قوية. وكان للكنيسة الكاثوليكية أثر كبير في تاريخ أوروبا السياسي والثقافي والأدبي والفني.
وجدت الدراسة التي أعدّها «مركز (بيو) حول الدين والحياة العامة» لعام 2011 أنّ المسيحية الكاثوليكية تأتي في مقدمة الطوائف المسيحية وهم حوالى حوالي 1.13 مليار نسمة (17.33% من البشرية، 51.4% من المسيحية). يشكل المنتمين إلى الطقس اللاتيني الغالبيّة العظمى من أتباع الكنيسة الكاثوليكية وتصل أعدادهم إلى 1.1 مليار نسمة.

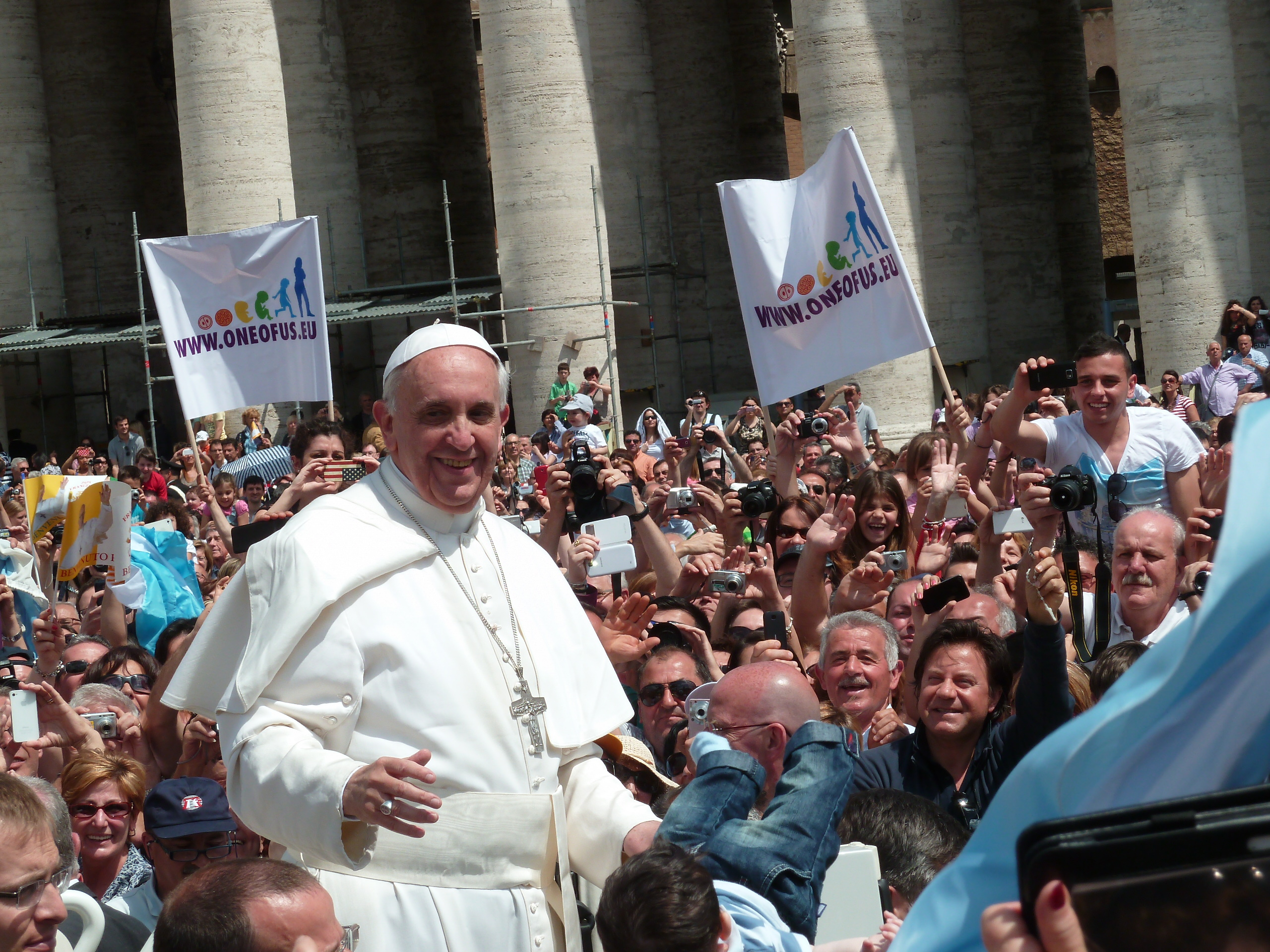
البابا فرنسيس محاط بحشد كاثوليكي في ساحة القديس بطرس.

تتصدّر البرازيل قائمة أكبر عدد سكان في العالم من الكاثوليك (حوالي 134 مليون). تحوي البرازيل وحدها على عدد من الكاثوليك بشكل أكبر مما في إيطاليا وفرنسا وإسبانيا مجتمعة. يُذكر أن أكبر عشرة دول الكاثوليكية من حيث عدد السكان تحتوي على أكثر من نصف (56%) من الكاثوليك في العالم.
معظم البلدان التي لديها أكبر عدد من السكان الكاثوليك لديها أغلبية الكاثوليكية. على من الرغم من أنّ الولايات المتحدة لديها رابع أكبر عدد من السكان الكاثوليك في العالم الا أنّ نسبة الكاثوليك في البلاد هي 24%. هناك 67 بلدًا في العالم فيه الكاثوليك يشكلّون غالبية السكان.
يقطن حوالي نصف كاثوليك العالم في الأمريكتين (حوالي 40% يتواجدون في أمريكا اللاتينية)، في حين أنّ 24% من كاثوليك العالم موجودون في أوروبا، خصوصًا في جنوب وغرب أوروبا، وتحوي القارة الأفريقية 16.1% من كاثوليك العالم. أمّا آسيا وأوقيانوسيا فتحوي 12.0% من الكاثوليك في العالم. أما في الشرق الأوسط فيعيش فيها 0.5% من كاثوليك العالم ويقطنون بشكل خاص في لبنان، وإسرائيل، وسوريا، ودول الخليج العربي ودول المغرب العربي.
حقَّقت الكنيسة الرومانية الكاثوليكية نجاحًا كبيرًا في العالم الجديد. وتحولت أمريكا الجنوبية إلى قارة كاثوليكية بامتياز في حين ان كندا والولايات المتحدة تعزز فيها الوجود الكاثوليكي بفعل موجات الهجرة الأوروبية الكاثوليكية خاصًة من إيطاليا وأيرلندا. استطاع الكاثوليك نشر عقيدتهم في آسيا يحيث تملك اليوم تجمعات كاثوليكية ذات شأن في الفلبين، وفييتنام، والصين، واليابان والهند وغيرها من الدول.
تغطي كل من اللغة الإسبانية، البرتغالية، الفرنسية، الإنكليزية، الفلبينية، الإيطالية والبولندية نسبة كبيرة من اللغات المنتشرة بين كاثوليك العالم.
يوجد داخل الكنيسة الكاثوليكية مجموعة من التقاليد الكنسية، فإلى جانب التقليد الروماني اللاتيني الذي ينتمي له غالبية الكاثوليك تحتضن الكنيسة خمسة تقاليد شرقية تتبعها كنائس كاثوليكية شرقية. جميع هذه التقاليد والمرجعيات لها تنظيمها الخاص وقيادتها الذاتية تحت سلطة البابا، وهي محمية من أي محاولة لتحويلها للتقليد اللاتيني. فضلًا توجد بعض التقاليد المسيحية الغربية منها الطقس القوطي أو الموزورابي وهو التقليد المسيحي لدى مسيحيين الأندلس وما تزل عدد من الكنائس في طليطلة، قرطبة، سرقسطة وإشبيلية تمارس هذا الطقس. ويتبع أغلبيّة الكاثوليك في مدينة ميلانو التقليد الطقس الأمبروزي (بالإيطالية:Rito ambrosiano)، وهو طقس ديني من تقاليد الكاثوليكية الغربية وسميّ على اسم أمبروز، وهو قديس حسب التقاليد المسيحية وأحد الرموز المؤثرة في تاريخ الكنيسة في مدينة ميلانو.
|         |                  |            |         |                             |            |         |           |            |
| الترتيب | الدولة           | عدد السكان | الترتيب | الدولة                      | عدد السكان | الترتيب | الدولة    | عدد السكان |
| 1       | البرازيل         | 134 مليونًا | 6       | كولومبيا                    | 38 مليونًا  | 11      | الأرجنتين | 31 مليونًا  |
| 2       | المكسيك          | 96 مليونًا  | 7       | فرنسا                       | 35 مليونًا  | 12      | بيرو      | 27 مليونًا  |
| 3       | الفلبين          | 76 مليونًا  | 8       | بولندا                      | 35 مليونًا  | 13      | فنزويلا   | 25 مليونًا  |
| 4       | الولايات المتحدة | 74 مليونًا  | 9       | إسبانيا                     | 35 مليونًا  | 14      | ألمانيا   | 24 مليونًا  |
| 5       | إيطاليا          | 50 مليونًا  | 10      | جمهورية الكونغو الديمقراطية | 32 مليونًا  | 15      | نيجيريا   | 24 مليونًا  |

### البروتستانت

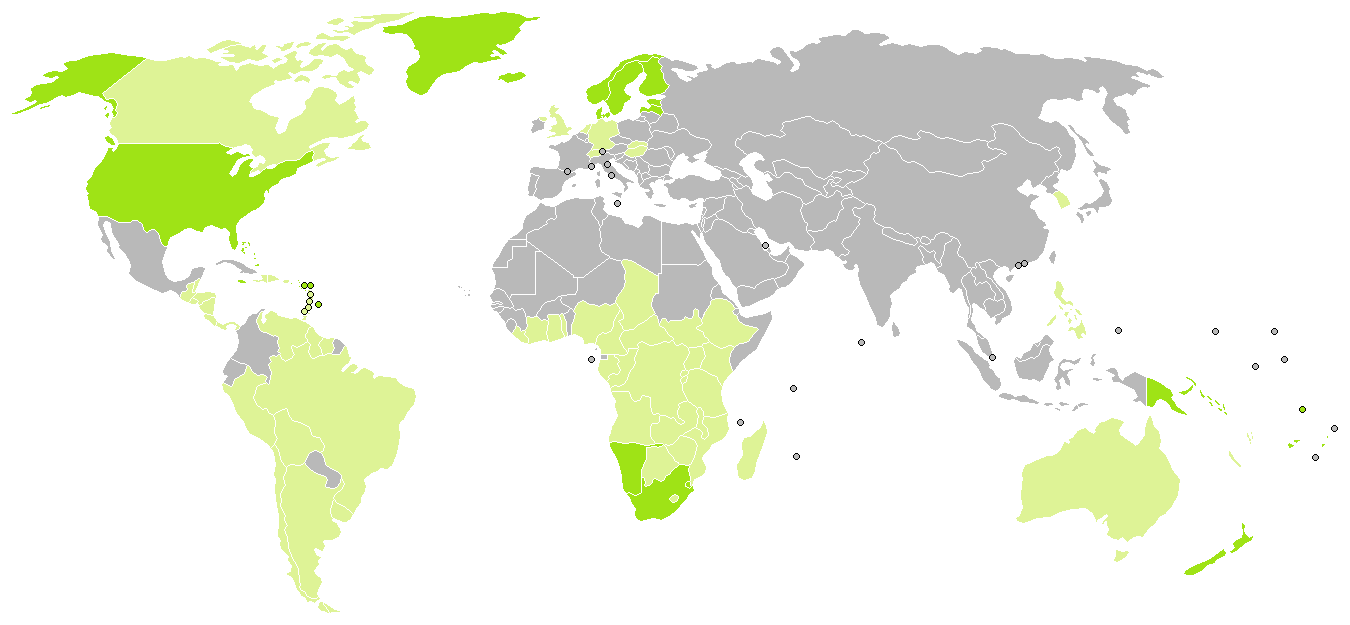
انتشار البروتستانت في العالم (بالإضافة إلى الأنجليكانية)
الديانة السائدة (أكثر من 50%)
أقلية دينية كبيرة (أكثر من 10%)

البروتستانتية هي أحد مذاهب وأشكال الإيمان في الدين المسيحي. تعود أصول المذهب إلى الحركة الإصلاحية التي قامت في القرن السادس عشر هدفها إصلاح الكنيسة الكاثوليكية في أوروبا الغربية. وهي اليوم واحدة من الإنقسامات الرئيسية في العالم المسيحي جنبًا إلى جنب الكنيسة الكاثوليكية والأرثوذكسية الشرقية. وتعتبر الكنيسة الأنجليكانية في بعض الأحيان كنيسة مستقلة من البروتستانتية.
أبرز مقومات فكر البروتستانت اللاهوتي هي أنّ الحصول على الخلاص أو غفران الخطايا هو هديّة مجانيّة ونعمة الله من خلال الإيمان بيسوع المسيح مخلصًا، وبالتالي ليس من شروط نيل الغفران القيام بأي عمل تكفيري أو صالح؛ وثانيًا رفض «السلطة التعليمية» في الكنيسة الكاثوليكية والتي تنيط بالبابا القول الفصل فيما يتعلق بتفسير الكتاب المقدس معتبرًا أنّ لكل إمرئ الحق في التفسير؛ وثالثًا أنّ الكتاب هو المصدر الوحيد للمعرفة المختصة بأمور الإيمان؛ وعارض رابعًا سلطة الكهنوت الخاص باعتبار أن جميع المسيحيين يتمتعون بدرجة الكهنوت المقدسة، وخامسًا سمح للقسس بالزواج.
نشأ اللاهوت البروتستانتي على يد مارتن لوثر يمكن رد جميع البروتستانت أو الإنجيليين في العالم إلى أفكاره، في ألمانيا وقد انشق عن الكنيسة البروتستانتية عن الكنيسة الكاثوليكية في القرن السادس عشر، تتفرع منها العديد من الكنائس الأخرى تتراوح من 28 - 40 إلى كنيسة ومذهب. والبروتستانتية مذهب عدد من الدول بما في ذلك الدنمارك وبريطانيا والنرويج والسويد. كما أن للبروتستانتية أثرًا قويًا في التاريخ الثقافي والسياسي لتلك الأقطار. في القرون الأخيرة، وضع البروتستانت ثقافتهم الخاصة، التي قدمت مساهمات كبيرة في مجال التعليم، والعلوم الإنسانية والعلوم، والنظام السياسي والاجتماعي، والإقتصاد والفنون، وغيرها من المجالات.
هي أحد ثاني أكبر مذاهب الدين المسيحي. يتواجد نحو 800 مليون بروتستانتي حول العالم من بين 2.5 مليار مسيحي أي حوالي 37% من مسيحيي العالم، منهم 170 مليون في أمريكا الشمالية، و160 مليون في أفريقيا، و120 مليون في أوروبا، و70 مليون في أمريكا اللاتينية، و60 مليون في آسيا، و10 مليون في أستراليا. يتوزع البروتستانت بالمجمل على سبعة عائلات وهي الأدفنست، والأنجليكانيّة، والمعمدانيّة، وكنائس الإصلاح، واللوثرية، والميثودية والخمسينية. والبروتستانتية
يعيش في الولايات المتحدة أكثر عدد من البروتستانت ففي حوالي 160 مليون بروتستانتي ويشكلون 20% من إجمالي البروتستانت جميع أنحاء العالم. في حين تحتل نيجيريا المرتبة الثانية، مع ما يقرب من 60 مليون بروتستانتي ويشكّل هؤلاء نسبة 7% من مجمل البروتستانت في جميع أنحاء العالم. وتحتل الصين المرتبة كثالث أكبر تجمع بروتستانتي في العالم بحوالي 58 مليون، وذلك على الرغم من أن البروتستانت يشكلّون أقل من 5% من إجمالي عدد السكان في الصين. يُشّكل البروتستانت الأغلبية السكانيّة في 49 بلدًا. على الرغم من الروابط التاريخية بين أوروبا والبروتستانتية، فان فقط 13% يقطنون في أوروبا خاصًة في أوروبا الشمالية في حين يعيش حوالي 37% من بروتستانت العالم في أفريقيا جنوب الصحراء وحوالي 33% في الأمريكتين ويعيش في كل من آسيا وأوقيانوسيا 17% من البروتستانت في العالم.

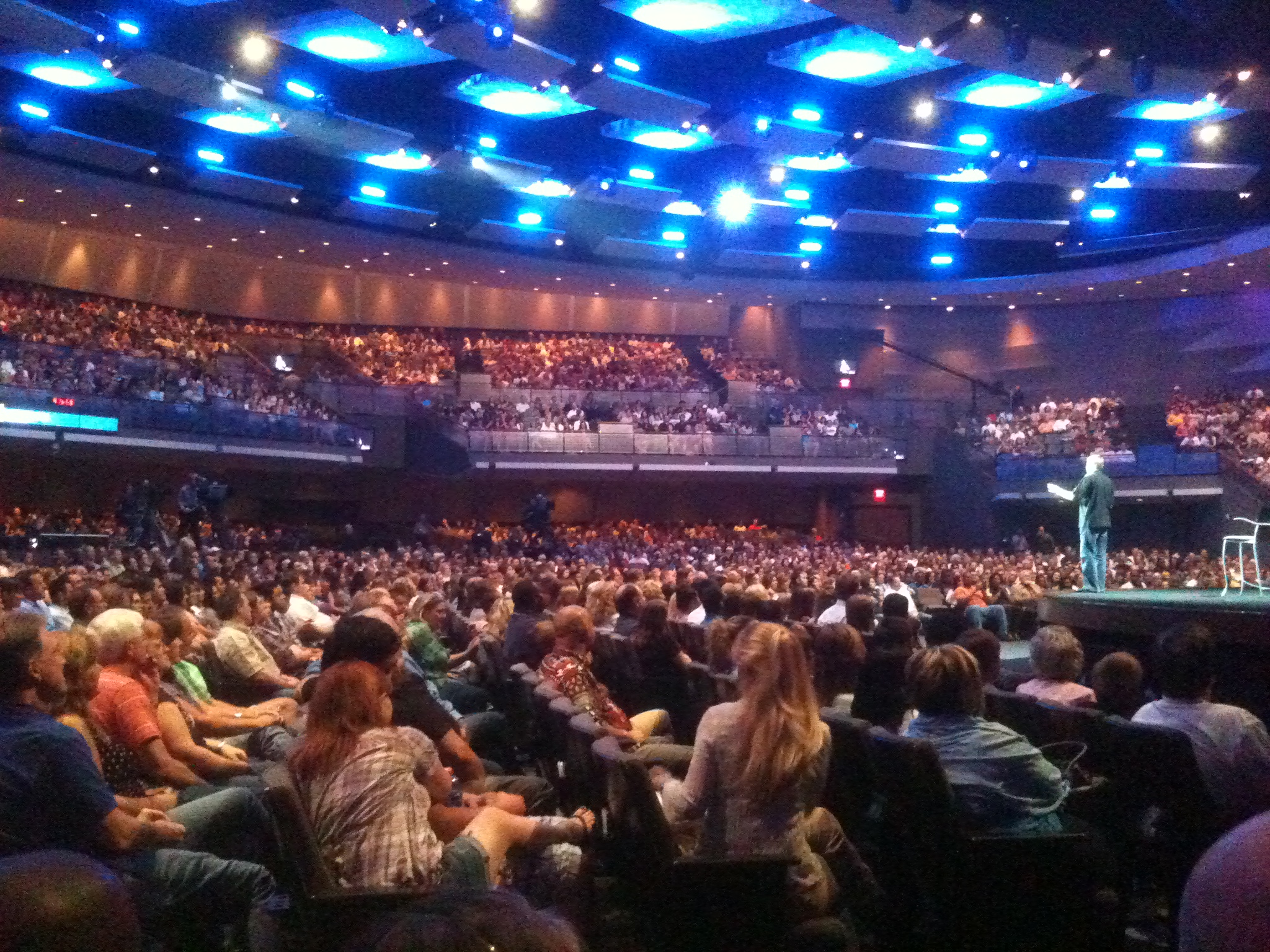
أداء صلوات في كنيسة إنجيليّة في تكساس.

تتصدر الكنيسة المعمدانية أكبر المذاهب البروتستانتية وذلك بحوالي 100 مليون، ويتواجد أغلب أتباعها في أمريكا الشمالية، وأفريقيا وآسيا.
تعتبر الكنيسة الأنجليكانية وفقًا لإحصائيات مختلفة ثاني أكبر المذاهب البروتستانتية ويعتنقها 85 مليون شخص وهي المذهب الغالب في المملكة المتحدة وتشكل المذهب الرئيسي لجزء كبير من السكان في دول مختلفة منها كندا، وأستراليا، ونيوزيلندا، وجنوب أفريقيا فضلًا عن عدد من الدول الأفريقية وجزر الكاريبي.
يبلغ عدد أتباع المذهب اللوثري حوالي 70 مليون شخص، تشكل اللوثرية الديانة الغالبة في ألمانيا والدول الإسكندنافية ونامبيا ولها حضور تاريخي ذو شأن في إستونيا ولاتفيا؛ وعلى الرغم من أن نامبيا هي الدولة الوحيدة ذات الغالبيّة اللوثريّة خارج القارة الأوروبية الا أن اللوثرية تنتشر أيضًا في كافة أنحاء دول العالم. يصل عدد المنتمين إلى مذهب الميثودية حوالي 70 مليون، العدد الأكبر منهم متمركز في أمريكا الشماليّة وأفريقيا وآسيا ويُذكر أن تونغا الدولة الوحيدة في العالم فيها الميثودية هي الديانة السائدة. الكنائس كالفينية أو الإصلاحيّة، وهي كنائس تتبنّى لاهوت المصلح الفرنسي جان كالفن يعتنقها حوالي 75 مليون نسمة، لها حضور تاريخي وثقافي ذو شأن في سويسرا وهولندا واسكتلندا فضلًا عن الولايات المتحدة ولهذا المذهب قاعدة اجتماعية عريضة راسخة في الطبقات الوسطى والعليا ذات النفوذ الاقتصادي والسياسي والثقافي في الولايات المتحدة، وهي من المذاهب الرئيسية للواسب فضلًا هناك حضور مميز للكالفينية في إندونيسيا وكوريا الجنوبية ودول شتى في أوقيانوسيا. أمّا الأدفنتست فتصل أعدادهم إلى حوالي 17 مليون ويتوزعون بشكل رئيسي في الولايات المتحدة وأفريقيا ودول أمريكا الجنوبية.
المذاهب التي ذكرت سابقًا هي جزء من المذاهب التقليدية والتاريخية في حين أنّ تقدر عدد التيّارات الإنجيلية بحوالي 600 مليون، وتشمل الكنائس الخمسينية والتي يبلغ عددها حوالي 280 مليون. يتوزعون في كافة أنحاء العالم وبشكل خاص في أمريكا الجنوبية وأفريقيا وآسيا.

### كنيسة يسوع المسيح لقديسي الأيام الأخيرة

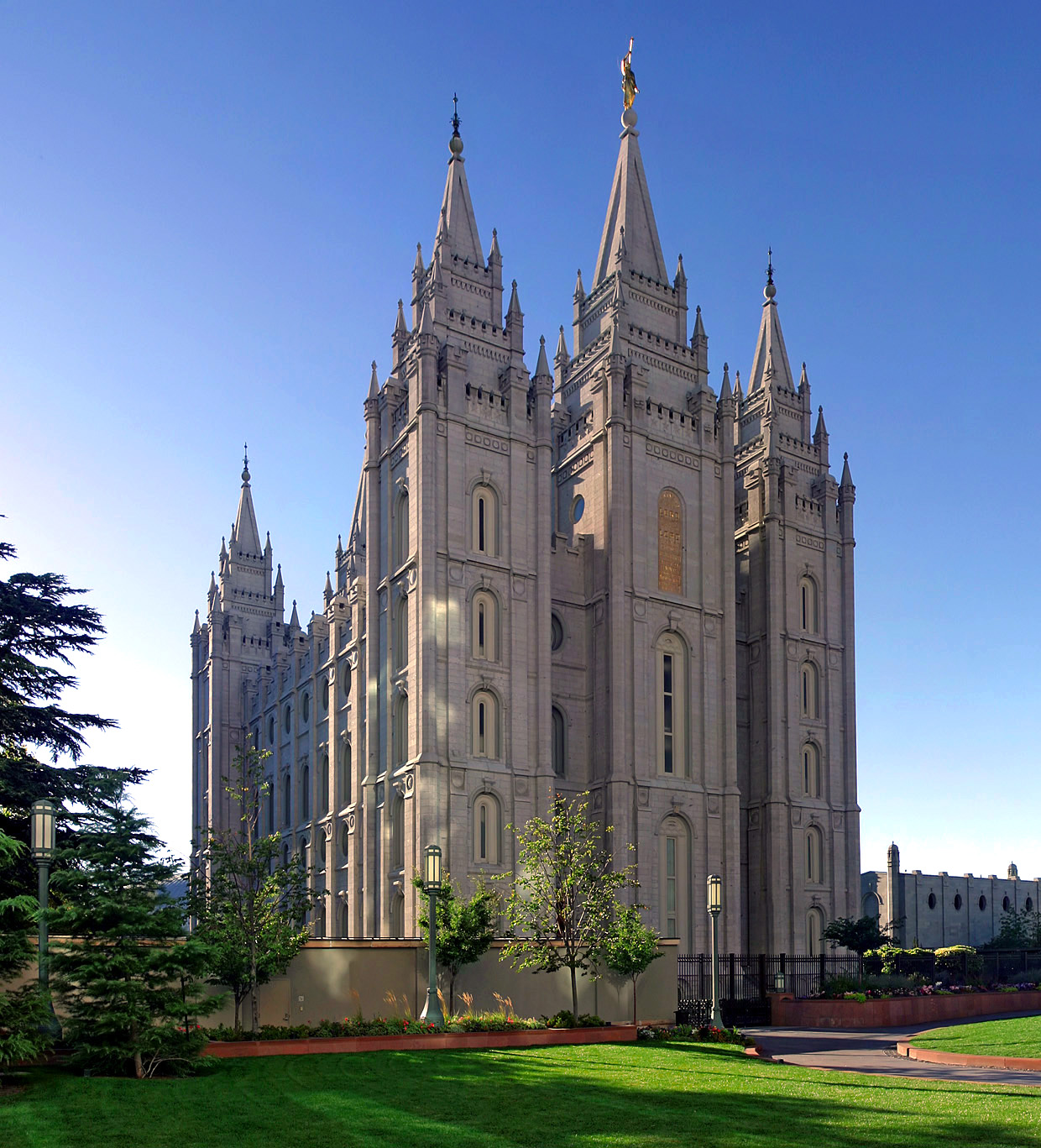
معبد سالت سيتي في ولاية يوتا، معقل المورمون الثقافي.

كنيسة يسوع المسيح لقديسي الأيام الأخيرة (بالإنجليزية: The Church of Jesus Christ of Latter-day Saints)، هي كنيسة لها أكثر من 18 مليون عضو في العالم، تأسست هذه العقيدة الدينية في عام 1830 على يد جوزيف سميث المعروف عند أتباع الكنيسة بالنبي. كان الأعضاء المنتمون إلى هذه الطائفة الدينية يعدون على أصابع اليد في بداية الأمر، ثم انتشرت وتوسعت هذه الحركة الدينية ووصل عدد متبعيها إلى حوالي 5 ملايين شخص في الولايات المتحدة بالإضافة إلى مليون آخر متفرقين في أنحاء مختلفة في العالم حسب إحصاءات عام 2000. قبل الحرب العالمية الثانية، كان الدخول والإيمان بهذه العقيدة الدينية مقتصرا على الولايات المتحدة والمملكة المتحدة وبعض الدول الإسكندنافية ولكن وفي السنوات الأخيرة انتشرت هذه العقيدة الدينية في دول العالم الثالث ففي المكسيك على سبيل المثال يوجد حوالي 850,000 عضو في كنيسة يسوع المسيح لقديسي الأيام الأخيرة وقد اعتنق معظمهم العقيدة منذ بدايات سنة 1975. وفي كوريا الجنوبية لم يكن هناك عضو واحد منتمي لكنيسة المورمون في عام 1950 ولكن إحصاءات عام 2000 تشير إلى وجود 71,000 مؤمن بهذا الاتجاه الديني ويرجع هذا الانتشار إلى حملات وبرامج منظمة لنشر أفكار الكنيسة المورمونية.
تعرف الكنيسة أيضا بالكنيسة المورمونية، يعرف أعضاؤها بالمورمون. المورمونية ديانة مقرها مدينة سالت لايك في ولاية يوتا في الولايات المتحدة الأمريكية. أنشأت كنيسة يسوع المسيح لقديسي الأيام الأخيرة سنة 1830 في ولاية نيويورك من قبل جوزف سميث (أو يوسف سويث). إن المورمونية كنيسة مسيحية ويؤمن أعضائها بالكتاب المقدس كما يؤمن به المسيحيون الأخرون. بإلإضافة إلى الكتاب المقدس يؤمن المورمون بثلاث كتب أخرى يعتبرونها كتب مقدسة وهي كتاب مورمون، وكتاب «المبادئ والعهود»، وكتاب «الخريدة النفيسة».
استنادا إلى تاريخ الكنيسة المورمونية فإن مٌنشأ مصطلح المورمون هو نبي ومؤرخ كان اسمه النبي مورمون، والذي قام بنقش كتاب المورمون على ألواح ذهبية وجدها مؤسس الكنيسة المورمونية جوزيف سميث في 22 سبتمبر 1827 في تل كومورا في مدينة مانشستر في ولاية نيويورك، وحسب الرواية التاريخية فإن الألواح كانت تحت حماية ملاك حيث قام جوزيف سميث بتلقي ترجمة الألواح من الملاك، وكانت تلك الألواح عبارة عن تاريخ المستوطنين الأوائل لقارة أمريكا تالذي كُتب على يد النبي مورمون. يعتبر المورمون أنفسهم جزءا من الديانة المسيحية

### شهود يهوه

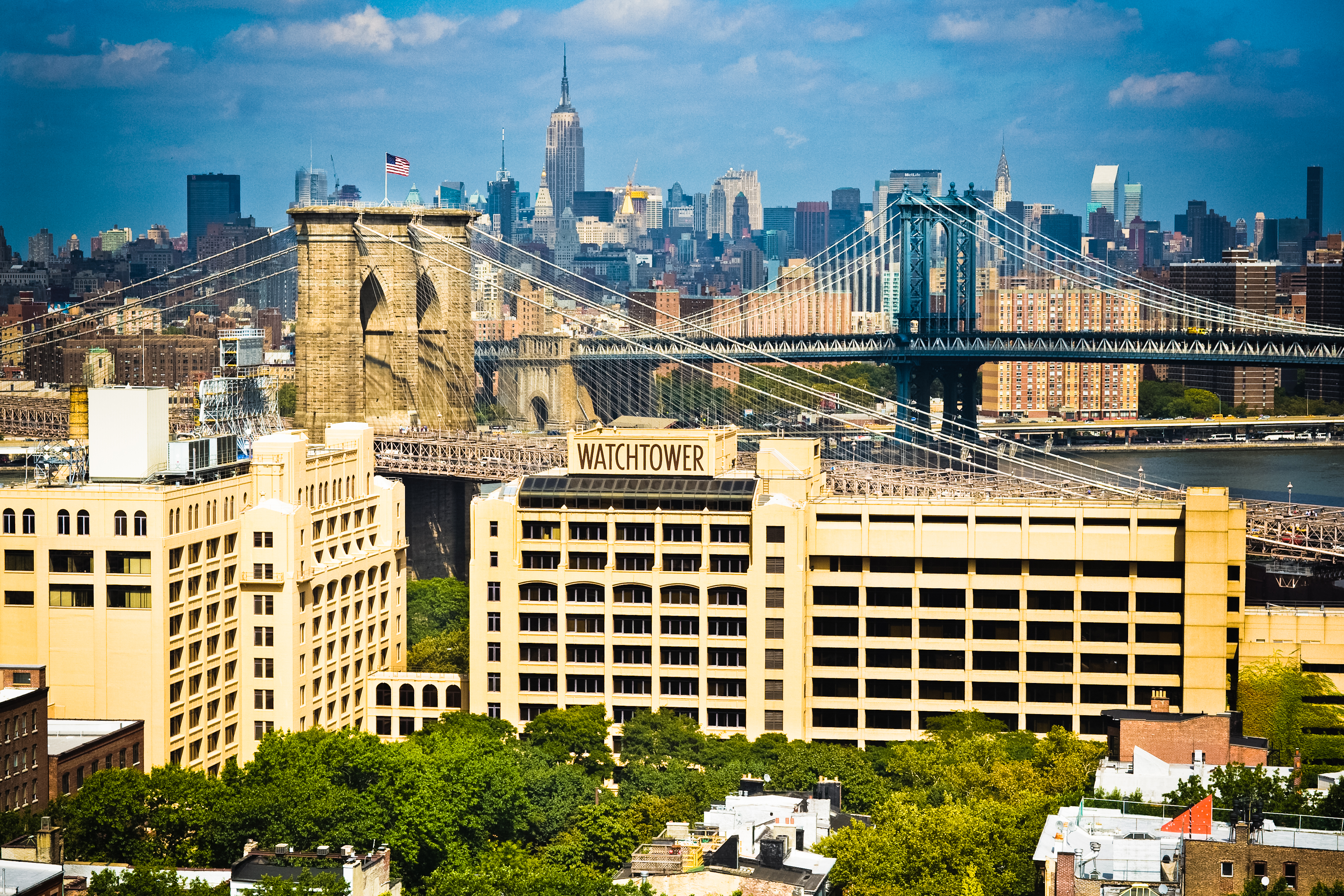
دار النشر برج المراقبة التابعة لشهود يهوه في بروكلين، نيويورك سيتي، نيويورك.

شهود يهوه إحدى الطوائف المسيحية الغربية كانت بداياتهم في أوائل سبعينيات القرن التاسع عشر في ولاية بنسلفانيا الأمريكية على يد «تشارلز تاز راسل». نشأ الشهود عن مجموعة صغيرة لدراسة الكتاب المقدس وكبرت هذه المجموعة فيما بعد لتصبح «تلاميذ الكتاب المقدس». يتميز الشهود بروابطهم المتينة دون اية حواجز عرقية أو قومية، ووعظهم التبشيري الدؤوب في الذهاب إلى أصحاب البيوت وعرض دروس بيتية مجانية في الكتاب المقدس، ورفضهم لمظاهر الاحتفالات التي يزاولها أغلب ان لم يكن كل المسيحيين بميلاد المسيح. ولا يحتفل الشهود بأعياد الميلاد الفردية، ولا يخدم الشهود في الجيش وهم محايدون سياسيا إذ لا يتدخلون بأي شكل من أشكال السياسة، كما أنهم لا يؤمنون بالثالوث ولا بشفاعة القديسين ولا بنار الهاوية كوسيلة لتعذيب الأشرار، كما يؤمنون بأن 144 الف مسيحي ممّن يدعونهم «ممسوحين بالروح» سيملكون مع المسيح في الملكوت (بحسب مفهومهم، الملكوت هو حكومة سماوية برئاسة المسيح) وبأن بقية الأشخاص الصالحين سيعيشون في فردوس أرضي إذ سيرثون الأرض ويتمتعون بالعيش إلى الابد بفضل تلك الحكومة السماوية.

### التوحيدية

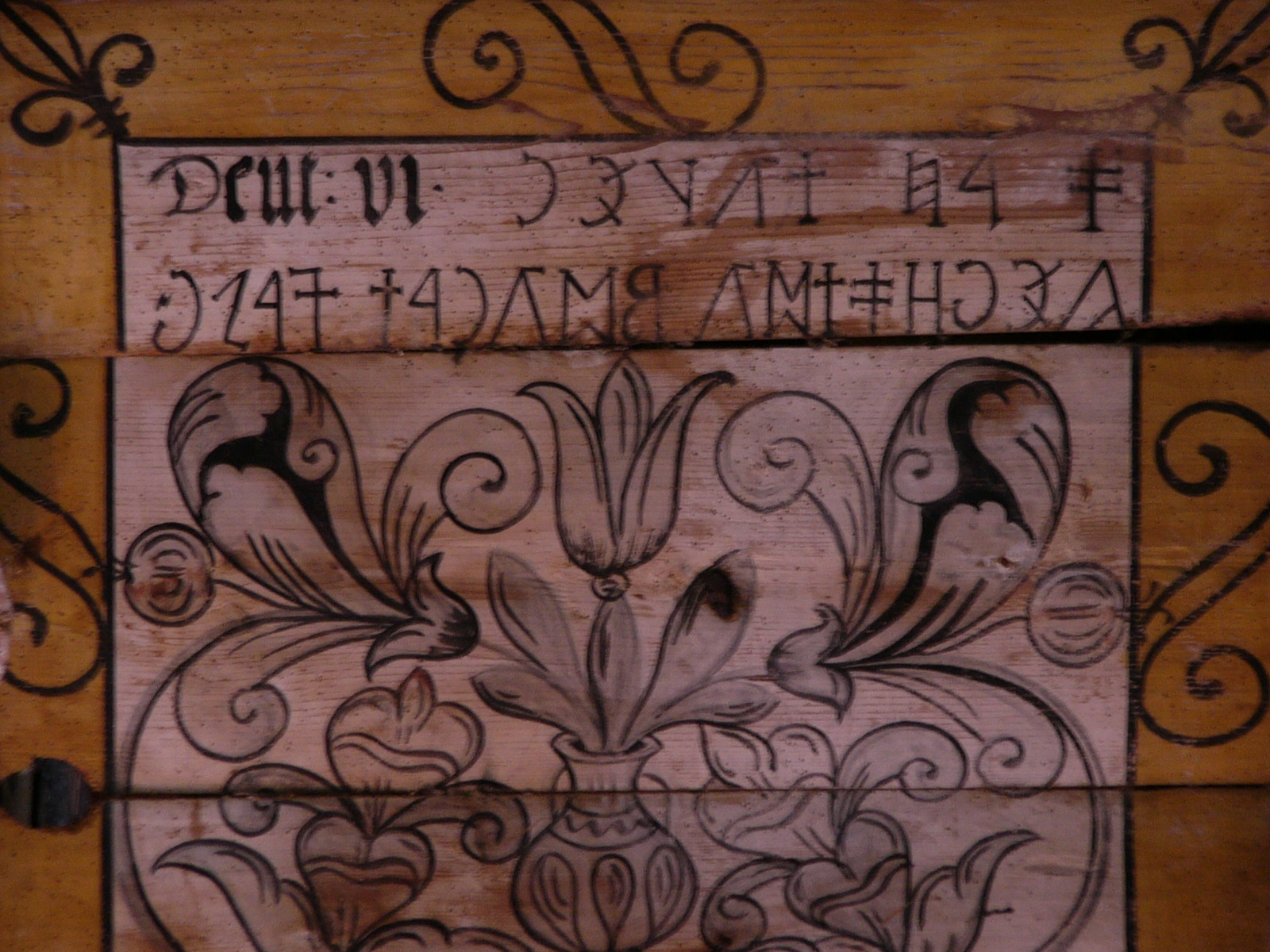
نقش الله واحد في كنيسة توحيديَّة، ساهم فلاسفة ومفكري أتباع المذهب التوحيدي في تشريع حقوق الإنسان الأساسيَّة وإعطائها إطارًا قانونيًا وسياسيًا.

التوحيدية هي حركة لاهوتية مسيحية دينية سميّت كذلك استنادًا إلى مفهومها بوحدانيّة الله حيث ترفض عقيدة التثليث، بالمقابل تعتبر عقيدة التثليث معتقد ديني يعني أن الله الواحد ثلاث أقانيم أو ثلاث حالات في نفس الجوهر المتساوي. أصحاب عقيدة التوحيد يؤمنون أن يسوع هو بشكل من الأشكال «ابن» الله، ولكنه ليس هو الإله الواحد. وكما هو معروف فإن دعاة التوحيد يرفضون العديد من عقائد المذاهب المسيحية التقليدية الأخرى؛ بما في ذلك عقيدة السوتريولوجيا والخطيئة الأصلية والقضاء والقدر؛ وفي الآونة الأخيرة يرفض أتباع التوحيدية عقيدة عصمة الكتاب المقدس. صنّف ج. جوردون ميلتون مذهب التوحيدية المسيحية في  موسوعة الأديان الأمريكية ؛ المذهب بين أسرة الكنائس «المسيحيّة الليبراليّة».
ينبغي الفرز بين التوحيدية الكتابية (Biblical unitarianism) والتوحيدية الكونية (Unitarian universalism). حيث يؤمن الموحدون الكتابيون بالله واحد أحد، بيسوع المسيح وبهبة روح القدس. يختلفون عن التثليثيين بالإيمان أن الآب السماوي وحده هو الله (يوحنا، 3:17). يعتمدون على المراجع التوراتية والإنجيلية لنفي عقيدة الثالوث وألوهية المسيح ويطالبون بإعادة تأويل النصوص المقدسة.
للموحدين الكونيين جمعيات ومؤسسات في مختلف أنحاء العالم تجتمع في المجلس الدولي للموحدين والكونيين، ولا يعتبر الكثير من الموحدين الكونيين أنفسهم مسيحيين مع أنهم يتشاطرون مع الكنائس المسيحية بعض المعتقدات والقواعد الإيمانية. وينقسم الموحدون إلى جماعات عديدة، يتركز وجودها في الولايات المتحدة الأمريكية وكندا.
بدأت حركة الموحدين، وإن لم تكن تسمى «بالموحدين» في البداية، في وقت واحد تقريبًا في كل من بولندا، ليتوانيا وترانسيلفانيا في منتصف القرن 16. وقد ضمّت بين صفوف أتباعها عددًا كبيرًا من الإيطاليين. تأسست في انكلترا الكنيسة التوحيدية الأولى في عام 1774 في شارع إسيكس، في مدينة لندن، حيث كان مقر الموحدين البريطانيين؛ والتي ما تزال تقع في نفس المكان إلى اليوم. كان القبول الرسمي الأول للإيمان بالتوحيد من جانب الأبرشانيّة في أمريكا في تشابل كينج في بوسطن، حيث قام جيمس فريمان بتدريس عقيدة التوحيد في عام 1784، وكان عين قد رئيسًا للجماعة في السابق وقام بتنقيح كتاب الصلاة وفقَا لمذهب الموحدين في عام 1786.

### جماعة العلم المسيحي

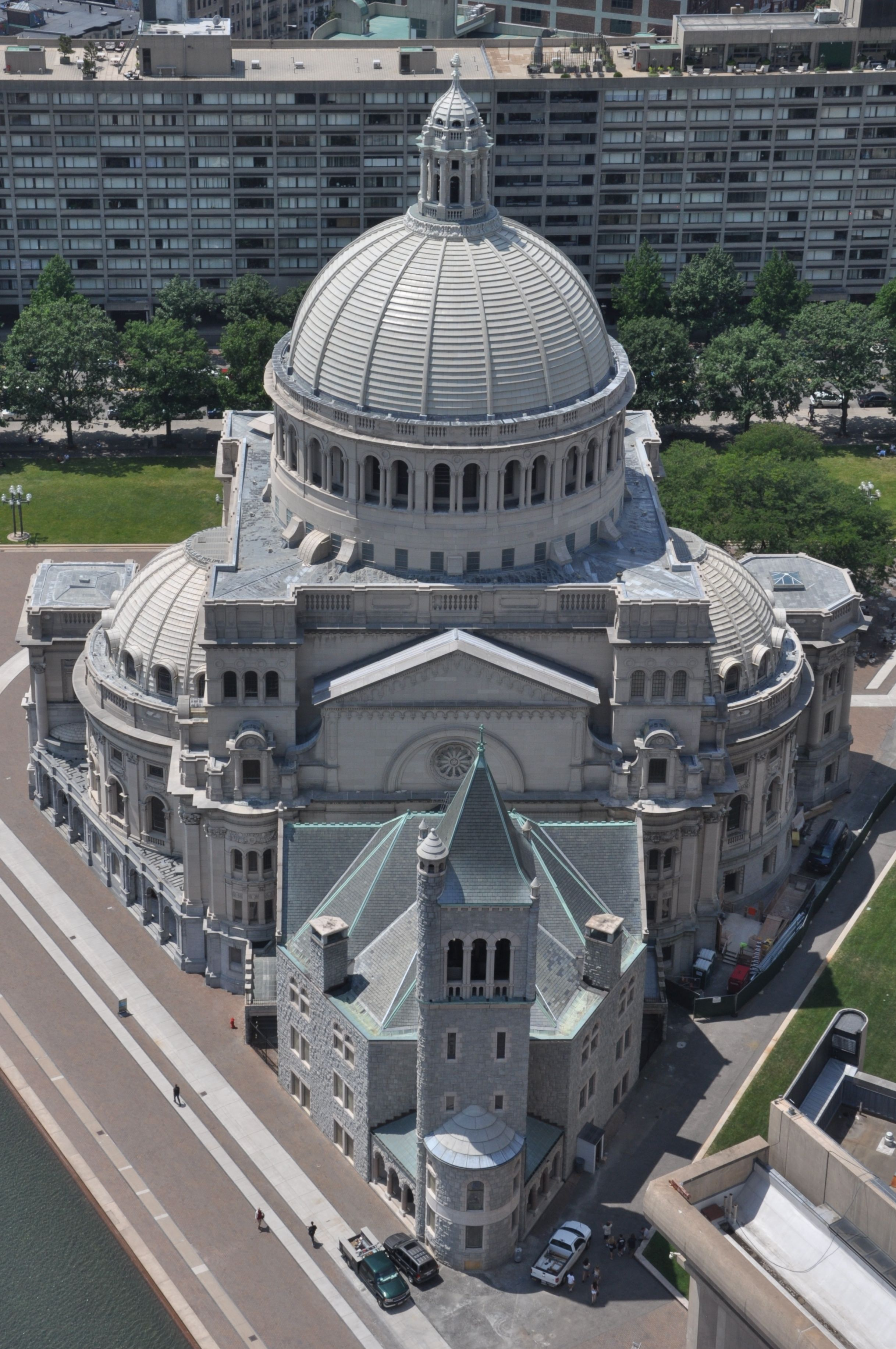
كنيسة المسيح الأولى، بوسطن وهي مهد جماعة العلم المسيحي.

جماعة العلم المسيحي (بالإنجليزية: Christian Science) واسمها الرسمي كنيسة المسيح العالم Church of Christ, Scientist، وهي كغيرها من الكنائس المسيحية تؤمن بعلم الله المطلق وبسلطة الكتاب المقدس، وتعتبر صلب وموت وقيامة يسوع المسيح كأساس لخلاص البشرية. ولكنها تختلف عن المسيحية التقليدية بإيمانها أن المسيح هو كائن سماوي روحي ولكنه غير إلهي، وأيضا باعتبارها الخليقة على أنها وجود روحي كلي.
وتقول بأن الخطيئة تنفي وتقاوم سيادة الله على العالم وتشوه حقيقة أن الله هو مصدر الحياة، لذلك فأن علاج الأمراض بطريقة روحية يمثل عنصراً أساسياً للخلاص من الجسد، كما أنه من الممارسات الأكثر أهمية بالنسبة للكنيسة. استنادا على هذا يرفض معظم أتباع هذه الكنيسة المساعدة الطبية في الشفاء من الأمراض، وينخرط أتباع آخرون فيها بشكل كامل مع مؤسسة تعرف بـ Christian Science practitioners.
ويقوم قراء مختارون بترأس خدمة يوم الأحد والتي تتركز على قراءة مقاطع من الكتاب المقدس ومن كتاب ماري بيكر إيدي (العلوم والصحة ومفتاح نصوص الكتاب المقدس) والذي نشر لأول مرة عام 1875. مع نهاية القرن العشرين بلغ عدد أبرشيات هذه الكنيسة 2500 منتشرة في أكثر من سبعين بلد، ويقع مركزها الرئيسي في بوسطن في الولايات المتحدة الأمريكية. ولاعلاقة لهذه الكنيسة بجماعة السينتولوجيا.
كما فازت دار النشر كريستيان ساينس وهي جمعية تنشر بصورة دوريّة العديد من المشورات منها الصحيفة المرموقة كريسشان ساينس مونيتور، في سبع جوائز بوليتزر بين الأعوام 1950 و2002.

### مسيحية لا طائفية
مسيحية لا طائفية (بالإنجليزيّة: Nondenominational Christianity) هُم المسيحيون ألذين يصرحون بمسيحيتهم لكن يرفضون أن ينتموا إلى طائفة ويصنفون أيضاً كبروتستانت ويقولون أنهم مسيحيين بطريقتهم الخاصة من دون نظام عبادة وإيمان كلي مثل إتباع كنيسة معينة. تبلغ نسبة المسيحيين اللاطائفيين في الولايات المتحدة 10% ويتواجدون أيضاً في البرازيل والمكسيك ودول أُخرى.

## التراث التوراتي في المسيحية الغربية

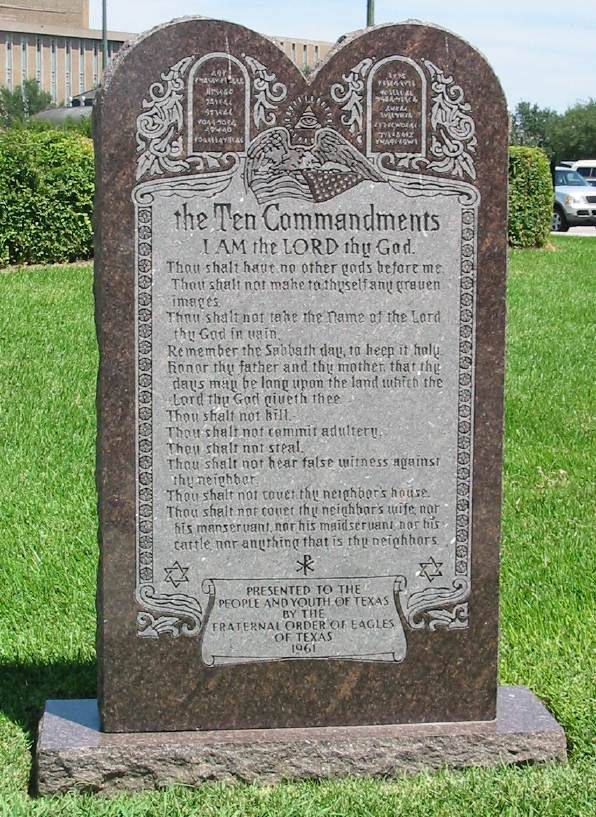
نصب الوصايا العشرة تعتبر الوصايا أسس أخلاقية في اليهودية والمسيحية.

بعد نشوء البروتستانتية على يد مارتن لوثر في القرن السادس عشر، أصدر مارتن لوثر كتابه «يسوع ولد يهوديا» سنة 1523 وقال فيه إن اليهود هم أبناء الله وإن المسيحيين هم الغرباء. ويرى الكثير من الكتاب والمؤرخين أن هذه الفترة تعد الولادة الحقيقية والفعلية للمسيحية اليهودية. وتقوم المسيحية اليهودية على تفضيل الطقوس العبرية في العبادة على الطقوس الكاثوليكية بالإضافة إلى دراسة اللغة العبرية على أساس أنها كلام الله. ولاتزال آثار هذه الأصول المشتركة بادية إلى اليوم من خلال تقديس المسيحيين للتوارة والتناخ والتي يطلقون عليها إلى جانب عدد من الأسفار الأخرى اسم العهد القديم الذي يشكل القسم الأول من الكتاب المقدس لدى المسيحيين في حين يعتبر العهد الجديد القسم الثاني منه؛ يعتقد المسيحيون أن النبؤات التي دونها أنبياء العهد القديم قد تحققت في شخص المسيح، وهذا السبب الرئيس لتبجيل التوراة.
أخذت العلاقة تتحسن بين اليهود والطوائف البروتستانتية في القرن التاسع عشر ومن ثم القرن العشرين وتوّج هذا التحسن بنشوء الصهيونية المسيحية في الولايات المتحدة الأمريكية ودعمهما لقيام إسرائيل لأسباب دينية؛
ظهر في العالم البروتستانتي مصطلح التراث اليهودي المسيحي ازداد شيوعاً في العالم الغربي في الآونة الأخيرة، وهو يعني أن ثمة تراثاً مشتركاً بين اليهودية والمسيحية، وأنهما يكوِّنان كلاًّ واحداً. ويعتبر التراث اليهودي المسيحي من المكونات الرئيسية للحضارة الغربية.
يظهر تأثير العهد القديم واليهودية على الثقافة البروتستانتية من خلال تبني عكس بعض الكنائس البروتستانتية التي تنحو نحو التفسير الحرفي للكتاب المقدس بفرض سلسة من الشرائع كالقيود على الطعام أمثال الأدفنتست إذ يمتنعون عن تناول اللحوم والمواد المخدرة والمنبهة والمورمون. أو من خلال ممارسة ختان الذكور إذ وتمارس قطاعات بروتستانتية واسعة؛ ختان الذكور في أستراليا، كندا، نيوزيلندا، جنوب أفريقيا والمملكة المتحدة فضلًا عن المجتمعات البروتستانتية في أفريقيا مثل كينيا. مارست الدول الغربيّة الناطقة بالإنكليزيّة ختان الذكور على نطاق واسع: إنكلترا وكندا وأستراليا ونيوزيلندا والولايات المتّحدة. تعتبر الولايات المتحدة اليوم أكبر دولة مسيحيّة في العالم مارست وما زالت تمارس ختان الذكور على أطفالها على نطاق واسع لأسباب مختلفة ولكن لعب وما زال يلعب التفسير الحرفي للتوراة عند الأصوليّين المسيحيّين دوراً هامّاً في تثبيت ختان الذكور في هذا البلد.

## حضارة

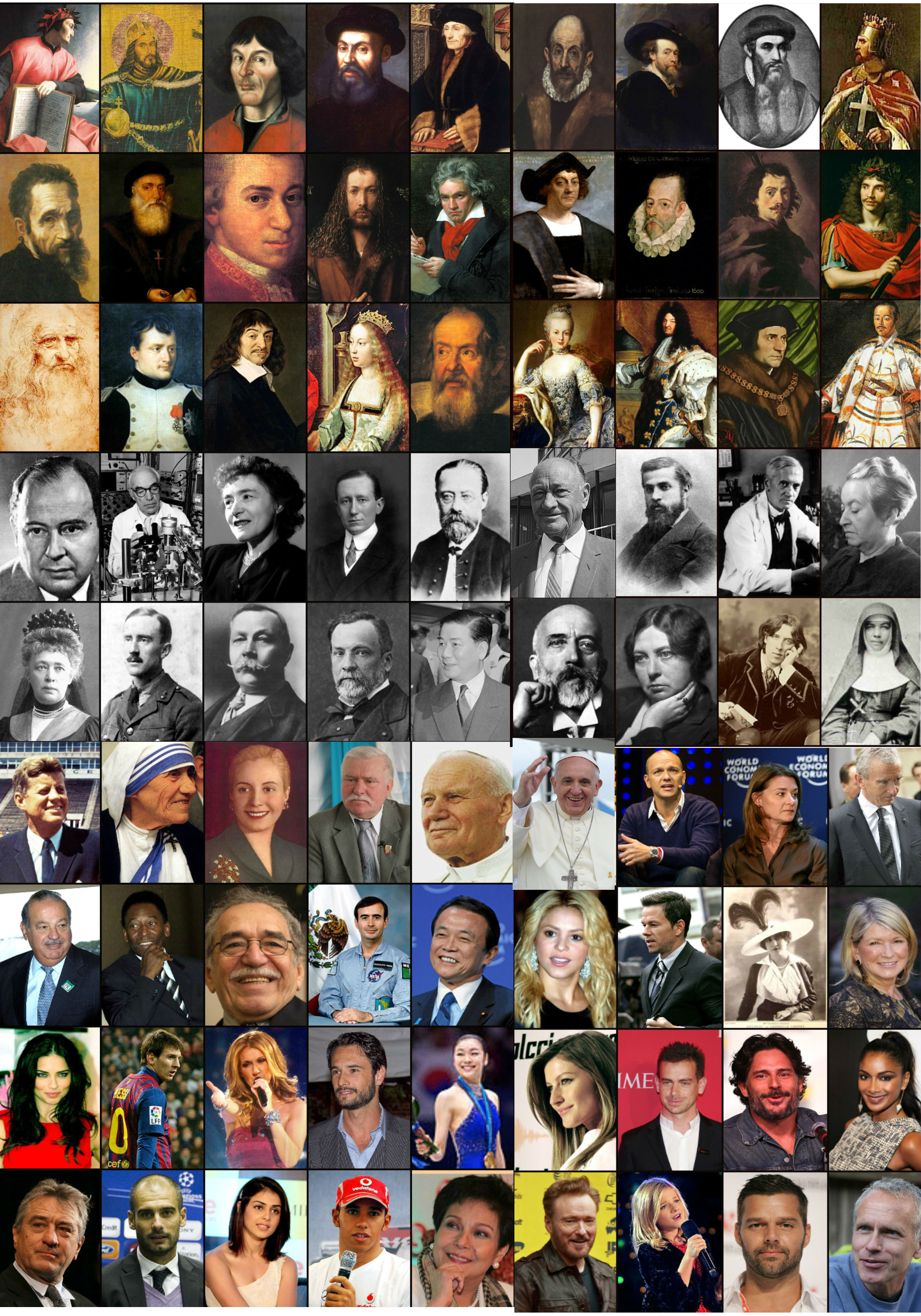
مجموعة صور لعدد من مشاهير المسيحيين الكاثوليك من مختلف المجالات.

دور الكنيسة الكاثوليكية في الحضارة الغربية متشابك بشكل معقد مع التاريخ وعن طريق تشكيل المجتمع الغربي. كانت الكنيسة من خلال تاريخها الطويل مصدرًا رئيسيًا للخدمات الاجتماعية مثل الرعاية الطبية والتعليم؛ واحد أهم رعاة الفن الغربي والثقافة والفلسفة، وكان لها دورًا مؤثرًا في السياسة.
عقب ظهور البروتستانتية لم يعد الغرب منطقة كاثوليكية خالصة، الا أنّ التراث الكاثوليكية يبقى قوي في الدول الغربية: يتمثل في كون الأعياد المسيحية مثل عيد الفصح وعيد الميلاد أيام عطل رسمية في كافة العالم الغربي؛ وفي التقويم الغريغوري الذي قام البابا غريغوري الثالث عشر باصلاحه واصداره والذي أضحى تقويمًا عالميًا ومدنيًا، وفي تقسيم تواريخ البشرية إلى قبل وبعد ميلاد يسوع مؤسس المسيحية.
كان التأثير الثقافي للكنيسة واسع يُذكر أن العديد من رجال الدين في الكنيسة الرومانية الكاثوليكية على مر التاريخ قد قدموا اساهمات كبيرة في مجال العلوم. قائمة العلماء من رجال الدين تشمل أسماء لامعة مثل نيكولاس كوبرنيكوس ويُعتبر أول من صاغ نظرية مركزية الشمس وكون الأرض جرماً يدور في فلكها، غريغور يوهان مندل وهو من أهم علماء الجينات والوراثة، جورج لومتر وغيرهم.
خلال العصور الوسطى، ارتفع شأن الكنيسة الكاثوليكية لتحل محل الإمبراطورية الرومانية بوصفها قوة موحدة في أوروبا. تعتبر الهندسة المعمارية الكاثوليكية في أوروبا غنية أيضاً ومثيرة للإعجاب وهي بين المآثر الأكثر شهرة من الهندسة المعمارية التي أنتجتها الحضارة الغربية. تم تأسيس العديد من الجامعات في أوروبا أيضًا من قبل الكنيسة. جلب الإصلاح البروتستانتي حدًا للوحدة الدينية في الغرب والعالم المسيحي، ورغم ذلك تظل روائع عصر النهضة الفنيّة قد أنتجها كوكبة من الفنانين الكاثوليك أمثال مايكل أنجلو، ليوناردو دا فينشي ورافاييل وغيرهم من الفنانين الكاثوليك الذين تركوا بصمة على الفن الغربي. وبالمثل فإن الموسيقى الكاثوليكية المقدسة تطورت من قبل ملحنين لها باع هام في تاريخ الموسيقى الغربية مثل بيتهوفن، وموزارت، وفيردي وغيرهم من الموسيقيين الذين تركوا أعمال موسيقية كاثوليكية.
شاركت البابوية بشكل معقد في السياسة الأوروبية من البابا لاوون الكبير الذي التقى بأتيلا الهوني في عام 452، وأقنعه إلى العودة إلى الوراء من غزوه لإيطاليا؛ وإلى البابا ليو الثالث الذي أعلن شارلمان ملكًا على الإمبراطورية الرومانية المقدسة وإلى البابا كليمنت السابع الذي رفض إبطال زواج هنري الثامن، وبالتالي دفع إلى نشوء حركة الاصلاح الإنجليزي، وأخيرًا إلى البابا يوحنا بولس الثاني الذي يعود له الفضل على انهيار الشيوعية في أوروبا. ساهم التنافس بين الأمراء والباباوات والنزاعات اللاهوتية لعدة صراعات سياسية في التاريخ الغربي، وعلى الرغم من ذلك فقد تصرفت البابوية أيضًا كوسيط للسلام والحكم بين الحكام المتنافسين.
بينما اشتبكت الكنائس الغربية على مر التاريخ مع القوات الغربية المتنافسة مثل الوثنية والمسيحية الأرثوذكسية والشيوعية الا أنّ نفوذها ما يزال قائم وضخامة مساهمة الكاثوليكية والبروتستانتية للتراث الغربي لا يمكن إنكاره.
ولا تزال الكاثوليكية دين الأغلبية في عدة دول غربية كبرى بما في ذلك الأرجنتين، البرازيل، المكسيك، إيطاليا، فرنسا، إسبانيا، البرتغال، النمسا، المجر، جمهورية أيرلندا وبولندا فضلًا عن الولايات المتحدة وأستراليا والمملكة المتحدة وألمانيا والسويد وفنلندا والدنمارك والنرويج وكندا.
على مر العصور ساهم كل من رجال الدين والعلمانيين المسيحيين الغربيين على حد سواء مساهمات كبيرة في تطوير الحضارة الإنسانيّة، كما ويُذكر أن هناك المئات من المسيحيين البارزين الذين ساهموا في الحضارة الإنسانية والمجتمع الغربي من خلال تعزيز وتطوير العلوم، الطب، الفن، الموسيقى، الأدب، المسرح، الفلسفة، العمارة، الإقتصاد والسياسة. ذكر كتاب ذكرى 100 عام لجائزة نوبل أنَّ حوالي (65.4%) من الحاصلين على جائزة نوبل بين الأعوام 1901- 2000 كانوا من المسيحيين.

### نمط الحياة

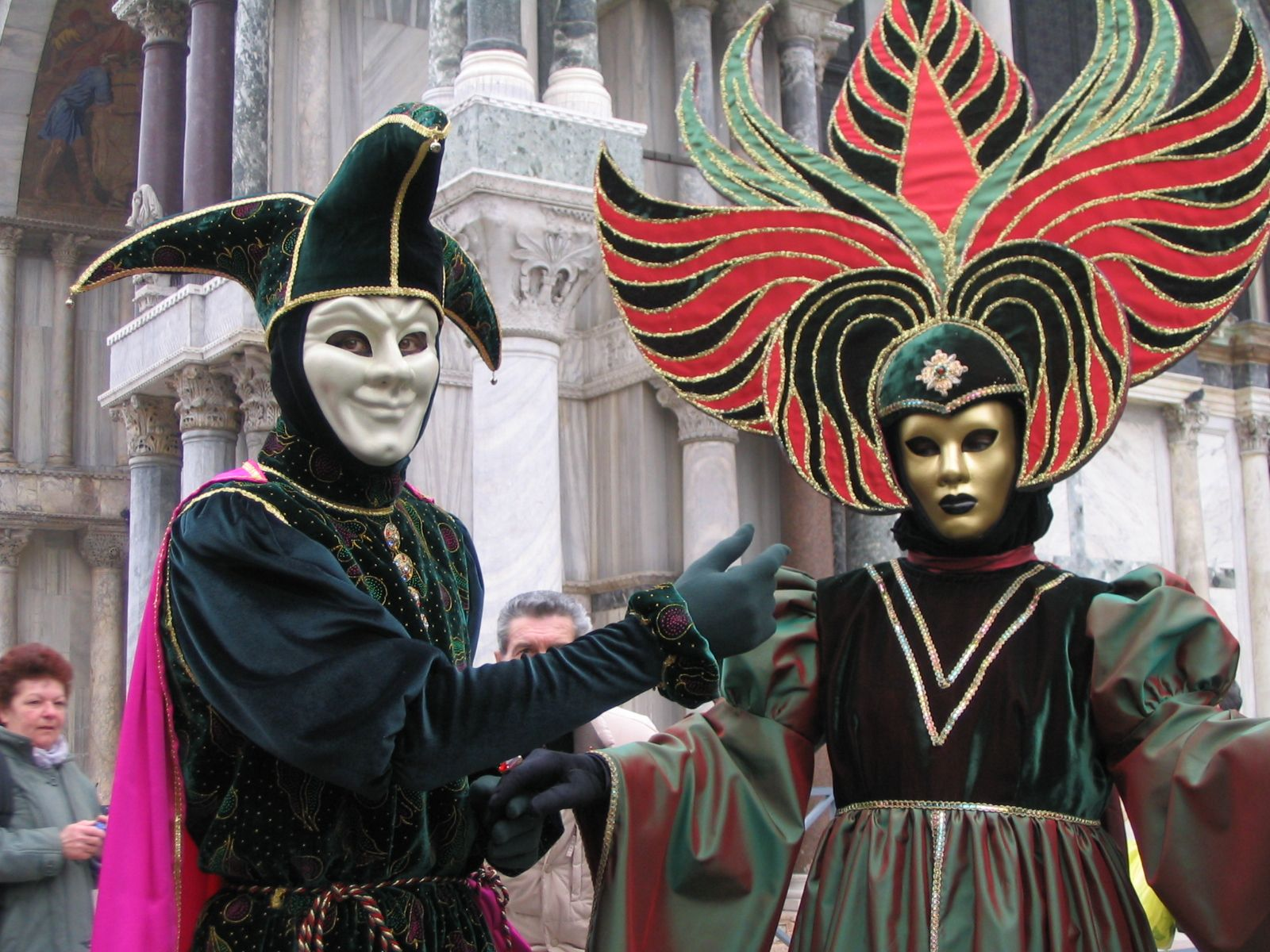
كرنفالات ماردي جراس في البندقية.

كانت الدول الكاثوليكية تاريخيًا محافظة وأبوية مقارنًة مع الدول البروتستانتية، فضلًا عن تشديد المجتمعات الكاثوليكية على القيم والروابط الأسريّة وقيم الضيافة والاحتفالات، حيث ما زالت الروابط الأسرية قوية حتى يومنا هذا في الأقطار الرومانية الكاثوليكية، والأورثوذكسية الشرقية كاليونان وإيطاليا وإسبانيا وأمريكا اللاتينية، وفي دول شرقي أوروبا.
تاريخيًا عرفت أوروبا فجوة اقتصادية-اجتماعية بين الكاثوليك والبروتستانت فاستنادًا إلى ماكس فيبر كان لأخلاق العمل البروتستانتية، خاصًة المذهب الكالفيني، من انضباط وعمل شاق وإخلاص، وراء ظهور العقلية الرأسمالية في أوروبا، مما جعل من الدول والمجتمعات البروتستانتية في أوروبا أن تصبح الدول والمجتمعات الأكثر ثراء ورفاهية في القارة.: وذلك لقولها بأن النجاح على الصعيد المادي هو دلالة على نعمة إلهية واختيار مسبق للخلاص. لم تعد اليوم الفجوة موجودة على أرض الواقع وإن كانت الدول ذات الخلفية البروتستانتية (الدول الإسكندنافية) لا تزال الأكثر ثراء. تحتل دول كاثوليكية مثل فرنسا وإيطاليا مكانة مميزة بين الدول الصناعية في العالم؛ كما وتتربع كل من لوكسمبورغ، ليختنشتاين، موناكو، بلجيكا، جمهورية أيرلندا والنمسا وجميعها دول ذات أغلبية كاثوليكية قائمة أغنى دول العالم. وتعد ولاية بافاريا في ألمانيا ذات الغالبية الكاثوليكية، شبه متكاملة اقتصادياً، فاقتصاد بايرين هو الثاني من حيث الحجم في ألمانيا ومن ضمن العشرة الأوائل في أوروبا.

### الفن

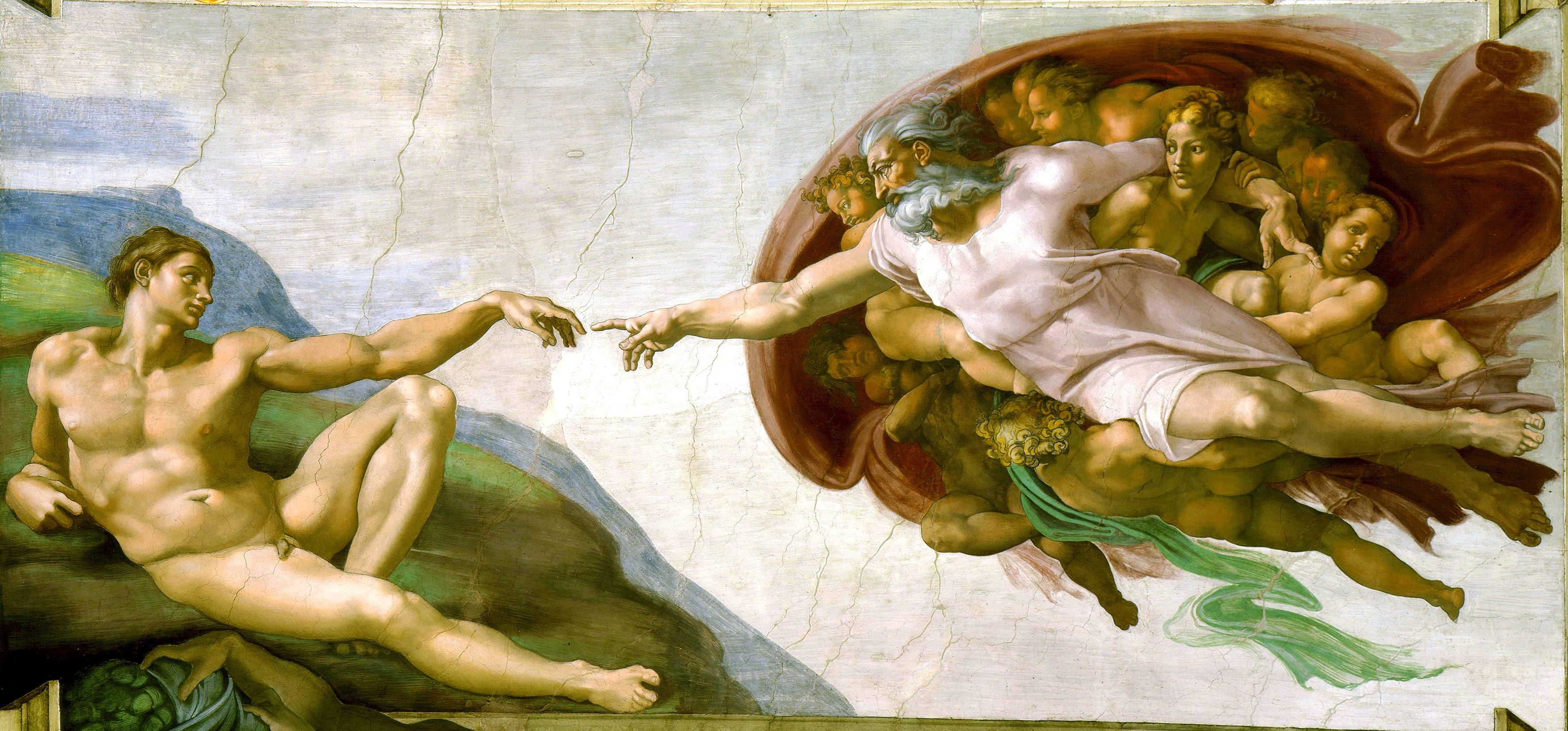
خلق آدم: أشهر أيقونات ميكيلانجيلو تزين سقف كنيسة سيستين في الفاتيكان وتعتبر قمة الفن الغربي.

كان للمسيحية بشكل عام وللكنيسة الكاثوليكية بشكل خاص دور في تطوير وتألق الفن الغربي. ويتألف هذا من جميع المصنفات المرئية المنتجة في محاولة لتوضيح تعاليم المسيحية الدينية. ويشمل هذا الرسم والنحت والفسيفساء، صنع الأدوات المعدنية، التطريز، الايقونات وحتى العمارة. وقد لعبت الكاثوليكية والأرثوذكسية دورًا بارزا في تاريخ وتطور الفن الغربي منذ القرن الرابع على الأقل. ومن المواضيع الرئيسية التي استلهمت في أعمال الفن المسيحي حياة يسوع المسيح، جنبا إلى جنب حياة تلاميذه، والقديسين، وأحداث من العهد القديم.
خلال الإصلاح البروتستانتي ظهرت حركة دعت إلى تدمير الصور الدينية فالبروتستانتية لم تحبذ التصوير، ادّى ذلك إلى نشوء نوع فن جديد في الكنيسة الكاثوليكية وهو فن الباروك والروكوكو.
نشطت خلال عصر النهضة حركة فن الرسم والنحت واحتكر الفاتيكان أغلب الفنانين: ليوناردو دافنشي، ميكيلانجيلو، رافائيل وغيرهم. كما إن أغلب التحف الفنية القائمة حتى اليوم في مختلف أنحاء أوروبا والتي تعود لعصر النهضة، يعود الفضل في بنائها لتشجيع بابوات ذلك العصر.
شهد عصر النهضة في العالم المسيحي الغربي زيادة في الأعمال الفنيّة العلمانية الضخمة، خلال عصر النهضة ظهرت عمارة النهضة والذي كان عصر انبعات للفنون الرومانية. كما وجلب الإصلاح البروتستانتي على يد مارتن لوثر في القرن السادس عشر تغييرات متطرفة على الهندسة المعمارية، ففي الكنائس البروتستانتية ازيلت التماثيل وشجعت على نمط معماري بسيط خالي من الزخرفة. فظهرت الفن والعمارة الباروكية والروكوكو في الكنيسة الكاثوليكية من خلال الإصلاح المضاد وانتشرت في جميع أنحاء إيطاليا وأجزاء أخرى من أوروبا. وقصد الفنيالباروكي أن يترك أثرًا دراميًا من خلال أعماله. والمبنى الباروكي النموذجي يتصف بالأشكال المنحنية والاستخدام المتقن والمعقد للأعمدة والمنحوتات واللوحات المزخرفة من أجل الزينة. وكان أهم المؤيدين لفنون الباروك الكنيسة الكاثوليكية وملوك أوروبا الكاثوليك خصوصًا من قبل آل هابسبورغ في النمسا وآل بوربون في فرنسا وإسبانيا، الذين أعتبروا حماة الكنيسة الكاثوليكية.

### موسيقى

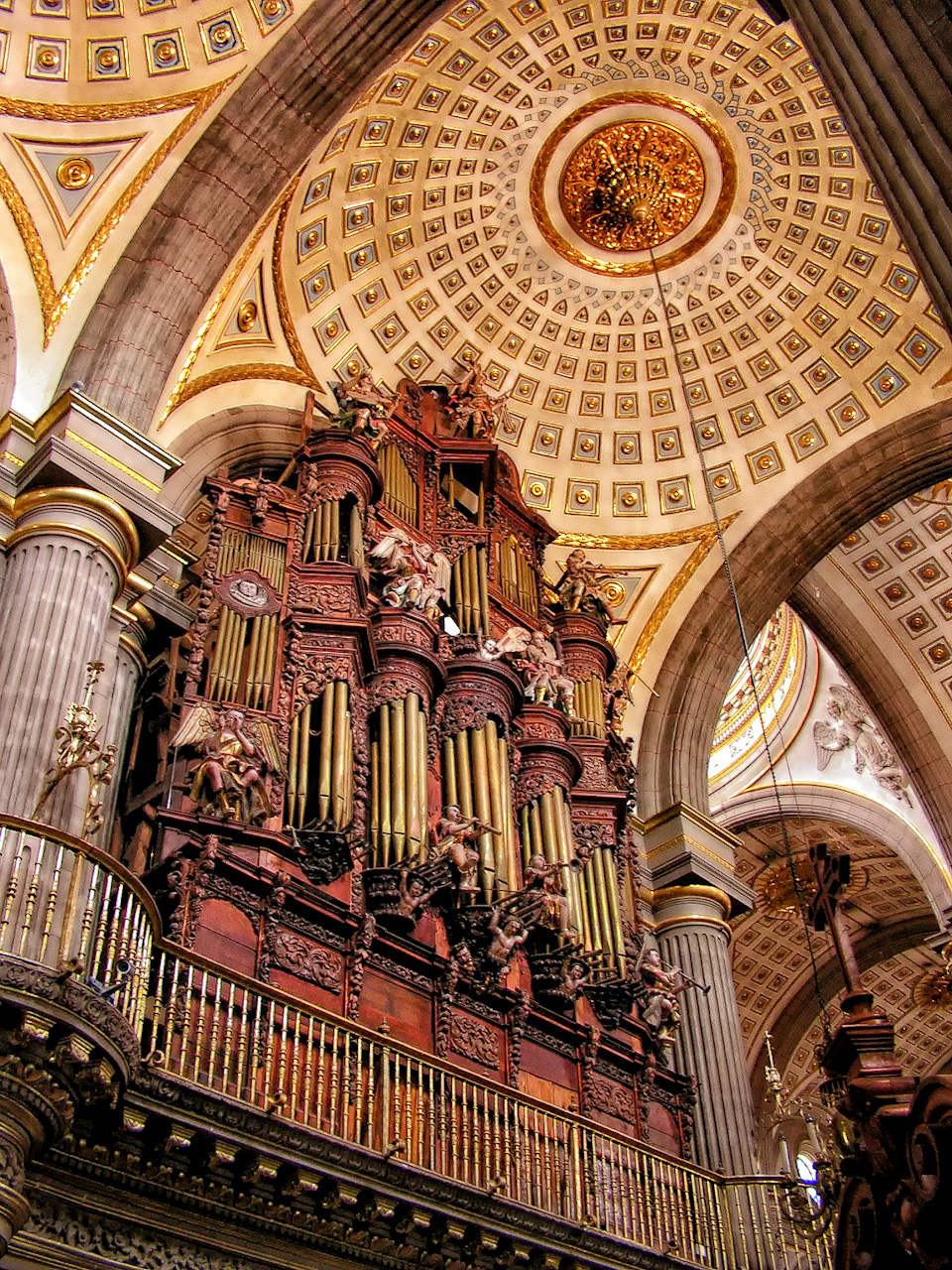
أورغ كاتدرائية ستراسبورغ ويكثر إستخدامخه في التقاليد الموسيقية الليتورجيّة الغربية.

تعود جذور الموسيقى المسيحية في أوروبا للعام 500 ميلادي حيث بدأت في تراتيل الكنائس ثم تطورت إلى ما عرف بالموسيقى عصر النهضة منذ مطلع القرنين الرابع عشر والخامس عشر والتي عرفت بمرحلة الفن الحديث جيث وصلت العلامات الموسيقية إلى درجة كبيرة من التقدم كما وصلت الموسيقى ذات الأنغام المتعددة إلى درجة كبيرة من التعقيد لم يسبق لها مثيل.
وفي أثناء أواخر القرن الخامس عشر ظهرت المدرسة البرجندية بزعامة وليم دوفاي وهي مدرسة موسيقة مسيحية راقية يرجع لها الفضل في ازدهار الموسيقى الغربية ذات الأنغام المتعددة خلال القرن السادس عشر ومن أبرز مؤلفي هذه المدرسة جوسكين دي برس وأولاندو دي لاسو وبنزوح مؤلفي المدرسة الفلمنكية إلى إيطاليا ظهرت بالبندقية المدرسة الموسيقية التي أسسها أدريان ويللارت وإنضم إليها أندريا وجوفاني جأبريللي وقد قام باليسرينا الذي كان ينافسه لاسو في عصر النهضة بتأسيس المدرسة الرومانية للموسيقى الكنيسة ذات الأنغام المتعددة والتي استمرت حتى أيام لويس الرابع عشر.
ومنذ عام 1750 حتى عام 1800 انتشرت الموسيقى التي عرفت فيما بعد بالموسيقى الكلاسيكية والتي إتسمت بظهور السيمفونيات الموسيقية المسيحية على أيدي عدد كبير من الموسيقيين البارزين مثل هايدن وموتزارت قبل أن تظهر موجة جديدة هي فترة ظهور الموسيقى الرومانسية خلال القرن التاسع عشر ويمثل بيتهوفن أوج المرحلة الكلاسيكية وبداية المرحلة الرومانسية في الموسيقى.
ان اللحن الذي يتابع خيطًا واحدًا بصوت منفرد أو صوت جماعة كان المبدأ الأول. ثم جاء تعدد الأصوات التي تتفاوت ألحانها داخل بهو الكنيسة المفعم بالروح الدينية حيث تنفرد الحناجر البشرية (الكورس) دون آلات موسيقية، ولقد أعطت البروتستانتية دفعة كبرى باتجاه حرية الموسيقي من الانتفاع من الموسيقى الدنيوية ومن الهارموني والتقنيات الأخرى. الإيطالي باليسترينا (1525-1594) نشأ ونضج تحت ظل البابوية الكاثوليكية وحتى رأى البابا فيه وفي موسيقاه حصنا منيعا في وجه موجات التجديد البروتستانتية التي ذهبت في مداها بعيدًا، ولكن من جهة أخرى، كانت موسيقاه حصنًا للدفاع عن الموسيقى ذاتها وإبقائها داخل حرم الكنيسة.
أدى الإصلاح البروتستانتي إلى ظهور اثنين من المواقف المتضاربة حول التراتيل. النهج الأول الذي تأثر في الكالفينية حيث لم يكن للموسيقى مكانة في الأجواء الكالفينية بشكل عام. بدلاً من التراتيل استخدمت مزامير الكتاب المقدس وفي معظم الأحيان من دون مرافقة أدوات موسيقية.
النهج الثاني كان من خلال مارتن لوثر حيث ترك لوثر إرثًا غزيرًا من الترانيم، التي جاء بعضها تلحينًا لمقاطع من الكتاب المقدس، أو وحيًا من مقاطع بعينها منه. قدّم لوثر ألحانًا للطبقات العليا، وكذلك استخدم الموسيقى الشعبية، بحيث تجمّع حول ترانيمه رجال الدين والرجال العاديين والنساء والأطفال.
انتشرت ترانيم لوثر في العبادات، والمدارس، والمنازل، والساحات العامة. الكثير من ترانيم لوثر، كانت مرتبطة بمواقف معينة من حياته لاسيّما كفاحه في سبيل الإصلاح، فمناظراته مع الكنيسة الرومانيّة هي التي دفعت لتقديمه ترنيمة نشيدًا جديدًا، نرفع نحن. (بالألمانية: Ein neues Lied wir heben an) والتي ترجمت لاحقًا إلى الإنجليزية ولحنتها ماريا تيدمان عام 1875.

### الأدب

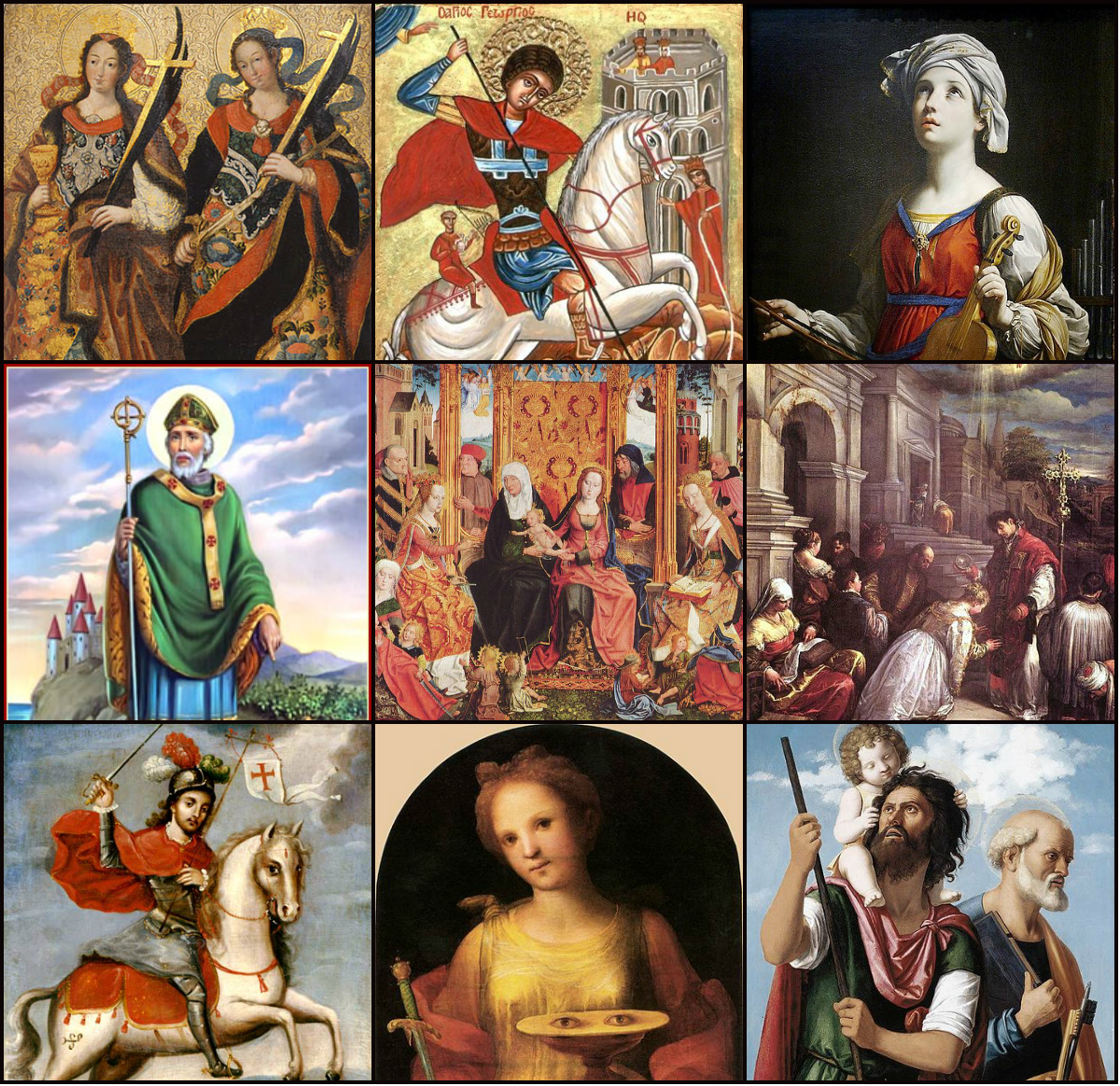
مجموعة لقديسين ذكروا في الأسطورة الذهبية بإتجاه من اليسار إلى اليمين: بربارة وجرجس وسيزيليا؛ باتريك والقرابة المقدسة وفالنتين؛ يعقوب بن زبدى ولوسي وكريستوفر.

إحدى أهم الكتابات المسيحية الغربية التي انتشرت على نطاق واسع، كتاب القديس أوغسطينوس «الاعترافات»، وفيه يسرد قصة شبابه وتحوله إلى المسيحية، ويعتبر كتاب «الاعترافات» أول سيره ذاتية مكتوبة في الأدب الغربي. وقد أثرت كتابات أوغسطينوس ومنها «المدينة الفاضلة» تأثيرًا عميقًا في الثقافة الغربية. واللاهوتي والفيلسوف توما الأكويني، كان أحد الشخصيات المؤثرة في مذهب اللاهوت الطبيعي، وهو أبو المدرسة التوماوية في الفلسفة واللاهوت. تأثيره واسع النطاق على الفلسفة الغربية، وكثيرٌ من أفكار الفلسفة الغربية الحديثة هي إما ثورة ضد أفكاره أو اتفاقٌ معها، خصوصاً في مسائل الأخلاق والقانون الطبيعي ونظرية السياسة. وقد الف العديد من المؤلفات عن الفلسفة وتعتبر إحدى الأعمال الأكثر تأثيرًا في الادب الغربي. وتضم قائمة منظرّي الفلسفة المسيحية أسماء كثرى أبرزها أوغسطينوس، توما الأكويني، فرانسيس بيكون، بليز باسكال، غيورغ فيلهلم فريدريش هيغل، جان جاك روسو، ليو تولستوي وإسحاق نيوتن.
وكان قد كتب يعقوب دي فراغسي «حكايات ذهبية» أو «الأسطورة الذهبية» وفيه يسرد حكايات القديسين وقد أثّر هذا الكتاب في الفن والثقافة والفلكلور الغربي، كما وكتب الفيلسوف ورجل الدولة الإنجليزي توماس مور، «يوطوبيا» أو «المدينة الفاضلة» وذلك في عام 1516، ألّف إغناطيوس دي لويولا وهو شخصية رئيسية في حركة الإصلاح الكاثوليكي، كتاب تأملات مؤثرة ومعروفة باسم «الرياضات الروحية». كما وكتب أعلام الإصلاح البروتستانتي العديد من المؤلفات التي تركت تأثير على الثقافة المسيحية منها مؤلفات مارتن لوثر أب الإصلاح والتي أثرت بشكل كبير على الكنيسة وعلى الثقافة الألمانيّة عمومًا، حيث عزز الإصدار من قياس مفردات اللغة الألمانيّة وطورت بذلك أيضًا مبادئ الترجمة، وكتب جان كالفن «تأسيس الديانة المسيحية» عام 1536، وهي من أهم أعماله الأدبية وتتعرض فيه للمعتقدات المسيحية.
كان لنشوء البروتستانتية قفزة هامة في عملية ترجمة الكتاب المقدس، حيث دعا مارتن لوثر إلى حق الفرد في تفسير الإنجيل، وشجّع على قراءة ودراسة الكتاب المقدس. فقد قام مارتن لوثر بترجمة جديدة للكتاب المقدس من اليونانية إلى الألمانية فأُعتبر ذلك العمل الضخم حجر الأساس في تاريخ الأدب الألماني.
عام 1620 تمت ترجمة الكتاب المقدس للغة الإنكليزية بنسخة بطبعة الكتاب المقدس للملك جيمس وهي نسخة لها تأثير قوي، لا في أميركا أو بريطانيا فقط، بل في أي مكان وصلت إليه اللغة الإنكليزية، أي جميع المستعمرات بما فيها كندا وأستراليا ونيوزيلندا والدول الأفريقية المتحدثة بالإنكليزية. وقد أثرت الطبعة في شعر جون ميلتون وخطب مارتن لوثر كينغ. وبما أن إنجيل الملك جيمس هو مراجعة لترجمة ويليام تيندال وغيره من مترجمي القرن السادس عشر فإنه لا يعتبر ترجمة جديدة بحد ذاته بل هو تصاهر بين أفضل الترجمات التي سبقته.

### الفلسفة واللاهوت

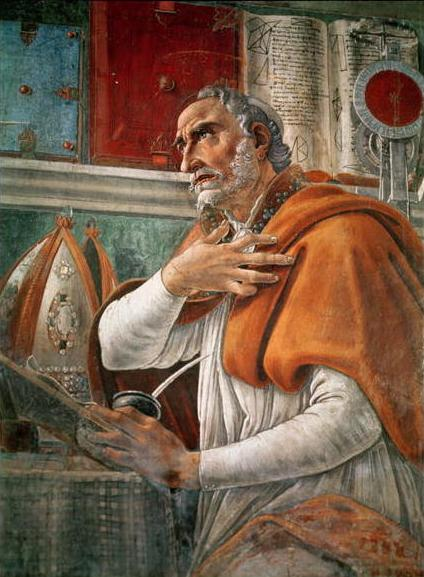
القديس أوغسطين في دراسته، بريشة ساندرو بوتيتشيلي 1480.

نجا عدد وافر من الأعمال اللاهوتية والفلسفيّة لعدد من آباء الكنيسة بما في ذلك الرسائل والأطروحات اللاهوتية والكتب الفلسفيّة، فضلًا عن مخطوطات وكتب وشروحات حول الكتاب المقدس. من بين الأعمال اللاهوتية الأكثر شهرة كل من كتاب مدينة الله واعترافات القديس أوغسطين.
يعد اللاهوتي والفيلسوف توما الأكويني أحد الشخصيات المؤثرة في مذهب اللاهوت الطبيعي، وهو أبو المدرسة التوماوية في الفلسفة واللاهوت. تأثيره واسع النطاق على الفلسفة الغربية، وكثيرٌ من أفكار الفلسفة الغربية الحديثة هي إما ثورة ضد أفكاره أو اتفاقٌ معها، خصوصاً في مسائل الأخلاق والقانون الطبيعي ونظرية السياسة. وقد ألَّف العديد من المؤلفات عن الفلسفة التي تعد الأكثر تأثيرًا في الأدب الغربي.
تضم قائمة منظرّي الفلسفة واللاهوت المسيحي أسماء عديدة أبرزها كان لها أعمال لاهوتية هامّة منهم أوغسطينوس، وتوما الأكويني، وفرانسيس بيكون، وبليز باسكال، وهوغو غروتيوس، وغيورغ فيلهلم فريدريش هيغل، وجان جاك روسو، وجان كالفن، وسورين كيركغور، وكارل بارث، وليو تولستوي، وألبرت شوايتزر وإسحاق نيوتن.

### الشعر
في الغرب المسيحي كُتبت عددًا من القضائد المهمة في اللغة اللاتينية والتي ما تزال تستخدم في قداس الكنيسة الرومانية الكاثوليكية، مثل Vexilla Regis وPange lingua gloriosi proelium certaminis (غرّد يا لساني، للكفاح المجيد)؛ من وجهة النظر الأدبية واللغوية، تعتبر هذه القصائد والتراتيل بمثابة ابتكارات هامة.
في كثير من الآداب العامية الأوروبية، يعتبر الشعر المسيحي بين آوائل الأشعار والآداب الأوروبية، وإعادة صوغ الكتاب المقدس كان في كثير من الأحيان سابق لترجمات الكتاب المقدس. فمثلًا في الشعر الإنجليزي القديم، حلم الصليب، ويتحدث الشعر عن تأمل على صلب المسيح والذي يتماهى مع الصور البطولية الجرمانية، وينطبق هذا على يسوع، هي واحدة من المعالم الشعرية الأقدم الموجودة في الأدب الإنجليزي القديم. دانتي أليغييري في ملحمته الشعرية الكوميديا الإلهية يمثل واحد من أقدم المعالم الشعرية للأدب العامي الإيطالي. كذلك فان الكثير من الشعر القديم الأيرلندي كتبه رهبان إيرلنديون وبالتالي فتتطرق هذه الأشعار إلى مواضيع دينية. وتتكرر هذه الأشعار المسيحية المبكرة في معظم اللغات الأوروبية.
في عصر النهضة خلال الإصلاح الكاثوليكي أو الإحياء الكاثوليكي ازدهر شعر التصوف الإسباني رافقه كتابات حول التصوف المسيحي، وتعتبر هذه الفترة عصر النهضة الأدبية للتصوف في التقاليد والثقافة الكاثوليكية وهي فترة العصر الذهبي الإسباني أيضًا. أبرز أعلام هذه الفترة القديسة تريزا الأفيليّة، القديس يوحنا الصليب وفرنسيس بورجيا وإغناطيوس دي لويولا. كان للمرأة المسيحية دور بارز في كتابة الشعر والقصيدة المسيحية، خاصة في المواضيع تصوف مسيحي، مثل القديسة الإيطالية كاترينا السيانيّة والإسبانية تريــــزا الأفيلية والفرنسية تريزا الطفل يسوع والألمانية، يهودية الأصل، إديث شتاين.

### العلوم

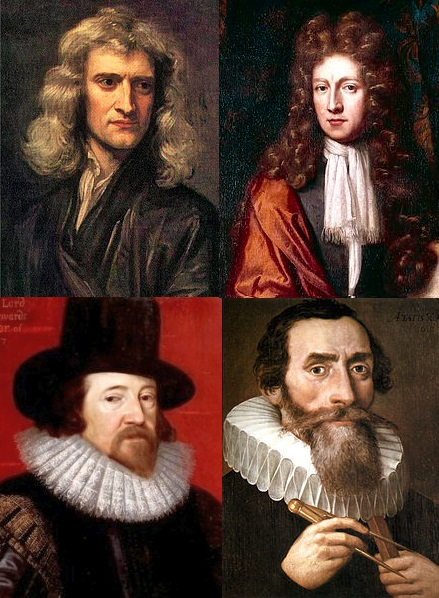
بعض العلماء المسيحيين المشاهير وهم من الأعلى واليسار: إسحاق نيوتن وروبرت بويل ويوهانس كيبلر وفرانسيس بيكون.

تطورت عبر التاريخ تحت قيادة الكنيسة مختلف أنواع العلوم خصوصًا الفلك، والرياضيات، والتأثيل، والفلسفة، والبلاغة، والطب، والتشريح، والفيزياء خصوصًا الأرسطوية (أي المنسوبة إلى أرسطو)، والفيزياء المكيانيكية خصوصًا أدوات الحرب، إلى جانب العمارة والكيمياء والجغرافيا والفلسفة وعلوم النبات والحيوان.
خلال العصور الوسطى شكلت الأديرة مراكز حضارية لحفظ الفكر والعلوم القديمة، وبنت الكنيسة الجامعات الأولى في العالم الغربي، اخذت معظم البحوث العلمية مكانة في الجامعات المسيحية وعمل بها أيضًا أعضاء من الجماعات الدينية، عمل كذلك العديد من الرهبان ورجال الدين المسيحيين في المجال العلمي وشغلوا في مناصب عالية كأساتذة في الجامعات الغربية، وكان بعضهم مؤسسين وآباء لفروع علمية، لعل أبرزهم غريغور مندل، أبو علم الوراثة وجورج لومتر، الذي كان أول من اقترح نظرية الانفجار العظيم، ونيكولاس كوبرنيكوس، الذي يعتبر أول من صاغ نظرية مركزية الشمس، بالإضافة إلى العديد من رهبان رهبنة اليسوعية والذين شكلوا نخبة المجتمع الغربي. كذلك أثّر العلماء المسيحيين بشكل كبير في مجال الاختراعات وكافة الحقول العلمية، وكان عدد منهم أيضًا لاهوتيين. دد كبير من الكهنة برزوا كعلماء، وكثير منهم كانوا من الرهبانية اليسوعية، كان منهم رواد في علم الفلك، علم الوراثة، علم المغناطيسية الأرضية وعلم الطقس والزلازل، والفيزياء الشمسية، والطب وأصبح بعض منهم «الآباء» لهذه العلوم. ومن أهم الأمثلة على رجال دين مسيحيين لهم اهمية في العلوم جريجور ميندل  من أهم علماء الجينات والوراثة، نيكولاس ستينو أب علم وصف طبقات الأرض وله اسهامات في علم التشريح،  رينه جوت هواي مؤسس علم البلورات، وجان-بابتيست كاروني مؤسس علم الأحياء الخلوي، وروجر باكون الراهب الفرنسيسكاني الذي كان واحدًا من أوائل دعاة المنهج العلمي، مارين ميرسين أبو علم الصوت والبلجيكي جورج لومتر أول من اقترح نظرية الانفجار العظيم.
يرى عدد من المؤرخين وعلماء الاجتماع أن ظهور البروتستانتية كان لها أثر كبير في نشوء الثورة العلمية، وكأحد الأسباب التي أدت إلى الثورة العلمية خاصًة في انكلترا وألمانيا، فقد وجدوا علاقة ايجابية بين ظهور حركة التقوى البروتستانتية والعلم التجريبي.
واستنادًا إلى روبرت ميرتون فأن العلاقة بين الانتماء الديني والاهتمام بالعلم هو نتيجة لتضافر كبير بين القيم البروتستانتية وتلك في العلوم الحديثة. وقد شجعت القيم البروتستانتية على البحث العلمي من خلال السماح بالعلم لتحديد تأثير الله على العالم، وبالتالي يتم تقديم مبررات دينية لأغراض البحث العلمي.
وتاريخيًا فالبروتستانتية لم تدخل في صراع مع العلم. وكان روبرت ميرتون قد أسند نظريته بسبب كون أغلب العلماء في الجمعية الملكية وهي من المؤسسات العلمية المرموقة من البروتستانت.

### الطب

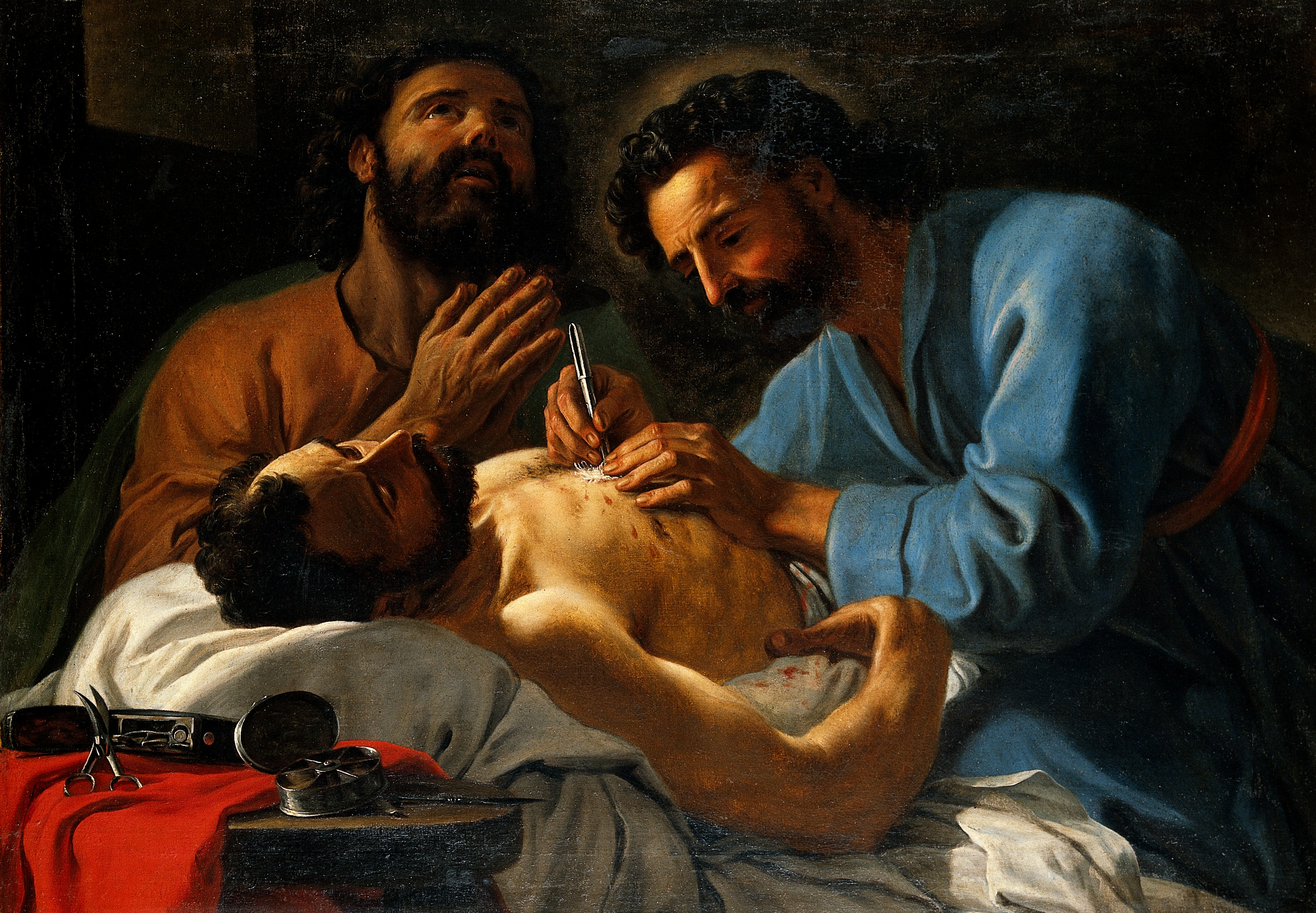
رسمة للقديسين قزما ودميان يقومان بعملية جراحيةّ، وهما شفعيّ الأطباء في الكنيسة الكاثوليكية.

خلال العصور الوسطى حافظت الكنيسة على المخطوطات الطبية الكلاسيكية، وتحولت أديرة العصور الوسطى إلى مستشفيات ومراكز صحية. كان الأطباء والممرضات في هذه المؤسسات الرهبانيات والجماعات الدينية إضافة إلى كونهم أطباء، وتخصصت عدد من المؤسسات والرهبانيات الكنيسة في العمل في المجال الطبي والرعاية الصحية، وسمحت الكنيسة الكاثوليكية ابتدءًا من عصر النهضة بالتشريح في الجامعات لأغراض تعليمية. واقامت الكنيسة الكاثوليكية أيضًا عدد من المشتشفيات التي أوت المرضى، بعضها كانت قرب أماكن الحج. خلال الحروب الصليبية ظهرت فرق عسكرية كانت اشبه بكهيئة خيرية هدفها رعاية الحجاج المسيحيين.، وبنت عدد من المستشفيات ومن هذه الفرق فرسان القديس يوحنا وفرسان الهيكل.
لعبت المرأة دورًا حيويًا في إدارة مؤسسات الرعاية الصحية الكاثوليكية من خلال رهبانيات كراهبات الرحمة، وراهبات الفقير الصغير وراهبات القديسة مريم وجمعية اخوة المحبة التي أسستها الأم تريزا اللواتي تخصصن في بناء المستشفيات ودور الأيتام والمسنين والمشردين ودرّسوا التمريض. وبسبب الدور المؤثر للراهبات على هذه المهن فقد نظر إليها في الغرب على أنها مهن نسائية.

### العمارة

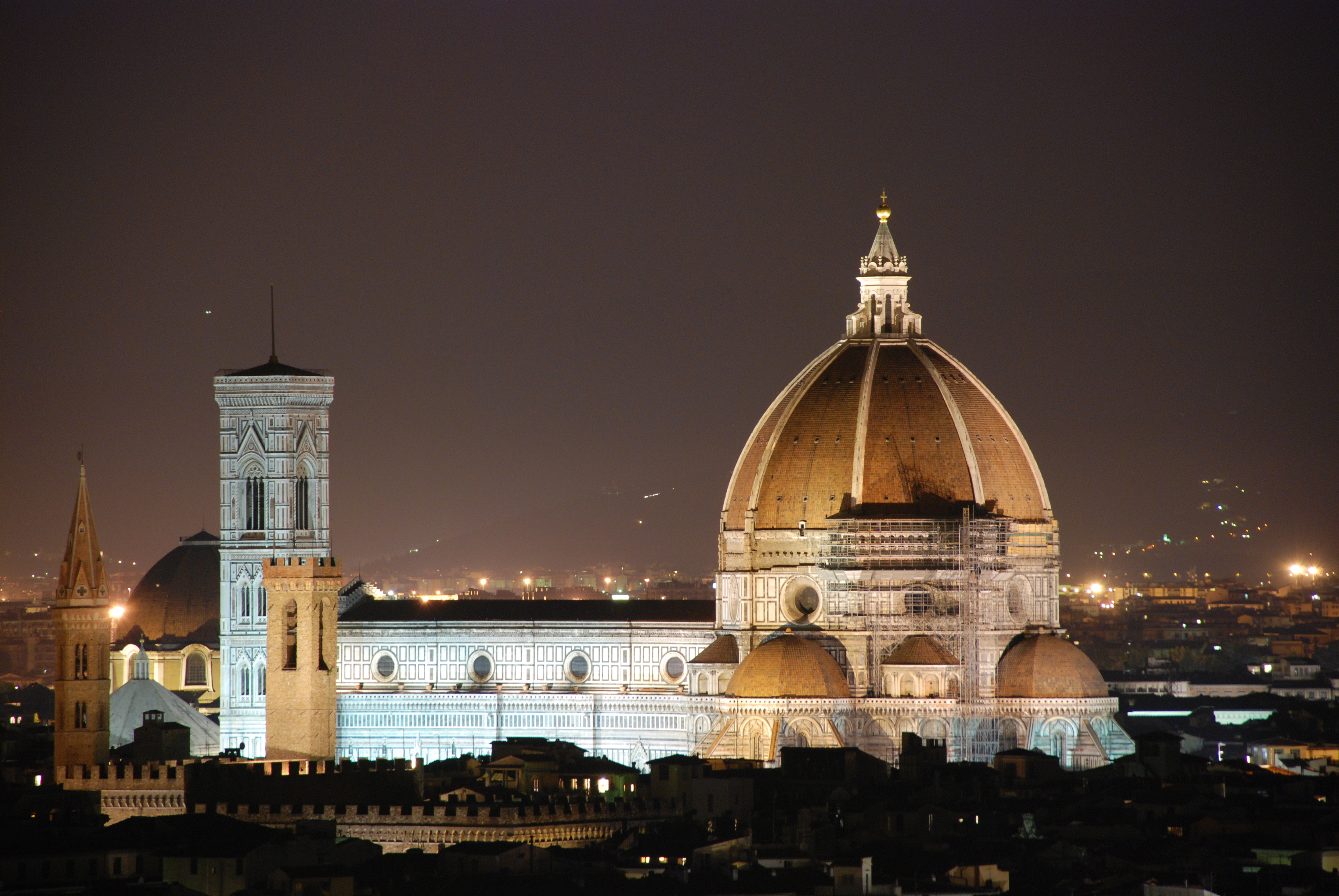
كاتدرائية فلورنسا في إيطاليا.

ظهرت على مدار تاريخ المسيحية الغربية عدة أنماط معمارية ترتبط بالفترة التاريخية التي ظهرت فيها. خلال العصور الوسطى ظهر:
- العمارة الكارولنجية: وهي على اسم شارلمان الذي كان ملكًا على الفرنجة بين عامي 768 و814. ومن عاصمته في موقع آخر حاليًا في ألمانيا، حكم شارلمان مساحات شاسعة شملت معظم أوروبا الغربية. أراد شارلمان وعائلته إحياء الثقافة المسيحية المبكرة في روما، وادعى المعماريون الكارولنجيون أنهم نقلوا عمارة المسيحية المبكرة، ولكنهم غيروا في النماذج حتى تناسب احتياجاتهم، وكانت لهم إسهامات شهيرة فيما يخص تصميم الكنيسة والدير، فقد اتبع المعماريون المسقط الأفقي للبازيليكا ولكنهم أضافوا أماكن للصلاة وأضرحة مطورة وأبراجًا عالية وابتكروا أيضًا مدخلا يعرف بالعمل الغربي «وستويرك» ضم ردهة ومصلى وأبراجًا صغيرة تسمى التورتات. طوّر الرهبان الكارولنجيون مسقط الدير الذي ترتبط به الكنيسة والمكتبة والمطبخ ومرافق أخرى بممرات مغطاة.
- العمارة الرومانسكية: بدأت في القرن التاسع وحققت أعظم إنجازاتها في القرنين الحادي عشر والثاني عشر.

وتبرز أهمية هذه الكنائس التي صُمِّمت في إيطاليا أولاً، ثم في فرنسا وألمانيا وإسبانيا وإنجلترا أخيرًا. وابتكر العلماء في القرن التاسع عشر مصطلح الرومانسكية الذي يعني «مِثْل الرومان». ويعتقد هؤلاء العلماء أن لبعمارة الرومانسكية هي أساسًا انعكاس للتصميمات الرومانية، ومع ذلك فإن العمارة الرومانسكية هي في الواقع مزيج من العمارة الرومانية والبيزنطية وأنواع أخرى. وتختلف كنائس الرومانسكية نوعًا ما من بلد لآخر، ولكن معظم الكنائس تشترك في ملامح معينة، فكنيسة الرومانسكية النموذجية لها جدران سميكة وأعمدة مبنية متقاربة وعقود ضخمة مقوسة، ويرتفع برج من السقف عند النقطة التي يتقاطع فيها الجناح الرئيسي مع الصحن الرئيسي للكنيسة، وتحمل البرج أربع ركائز تسمى الدعامات، وهناك عقود محمولة على أعمدة تفصل الصحن الرئيسي عن الممرين الجانبيين، وقد بُنيت شرفة داخلية تطل على الممر الجانبي المعقود تسمَّى ترايفوريم «رواق ثلاثي العقود»، ويعلو الشرفة إضاءة علوية من خلال صف من النوافذ في داخل عقود. وخلال فترة الرومانسك، جاء كثير من الناس إلى هذه الكنائس لزيارة الكنائس التي كانت تحتوي على رفات وممتلكات بعض القديسين. وكانت الكنائس المهمة ضخمة جدًا تستطيع أن تستوعب أعدادًا كبيرة، ومثال ذلك كنيسة سانت سرنين في تولوز بفرنسا، تضم هذه الكنيسة جناحين على جانبي الصحن الرئيسي، وتفتح على الممر الدائري المحيط بالقوصرة مصليات صغيرة، ويسمح هذا المسقط للزوار بالتحرك خلال المبنى على طول الممرات دون إزعاج للمراسم التي تقام عند المذبح الرئيسي.
- العمارة القوطية: والتي ازدهرت في غربي أوروبا في الفترة الممتدة بين منتصف القرن الثاني عشر والقرن الخامس عشر. وكلمة قوطي أصلها مصطلح اشتُقَّ من كلمة تعني الرَفْض، واستخدمها الفنانون والكتاب في القرنين الخامس عشر والسادس عشر، الذين أرادوا إحياء العمارة الكلاسيكة لقدماء الإغريق والرومان في أوروبا. وقد مكن نظام تشييد جديد المعماريين القوط من تصميم كنائس بجدران رقيقة ودعامات أخف من تلك التي كانت في كنائس الرومانسك، وكثير من الدعامات مكونة من مجموعات من الأعمدة بارتفاع عدة طوابق، وقد مد المعماريون القوطيون الدعامات إلى السقف، ثم قوّسوا كل عمود في شكل أضلاع مثل المظلة المفتوحة، وسدوا الفراغات بين الأضلاع بالحجر، وكانت تلك الأقبية المضلعة ضمن أهم الخصائص التي تميزت بها العمارة القوطية. وهناك مظهر آخر للطراز القوطي هو العقود المدبَّبة والاستعاضة عن أجزاء كبيرة من الجدران بنوافذ ذات زجاج ملون، وكان لمعظم الكنائس دعامات طائرة، وهي دعامات على هيئة عقود بشكل متعامد من الطوب أو الحجر تبُنى على الجدران الخارجية. نحت المثَّالون أشكال القديسين وأبطال المسيحية على أعمدة مداخل الكنيسة.

خلال عصر النهضة ظهرت عمارة النهضة والذي كان عصر انبعات للعمارة الرومانية. كما وجلب الإصلاح البروتستانتي على يد مارتن لوثر في القرن السادس عشر تغييرات متطرفة على الهندسة المعمارية، ففي الكنائس البروتستانتية ازيلت التماثيل وشجعت على نمط معماري بسيط خالي من الزخرفة. فظهرت العمارة الباروكية والروكوكو في الكنيسة الكاثوليكية من خلال الإصلاح المضاد وانتشرت في جميع أنحاء إيطاليا وأجزاء أخرى من أوروبا. وقصد المعماري الباروكي أن يترك أثرًا دراميًا من خلال أعماله. والمبنى الباروكي النموذجي يتصف بالأشكال المنحنية والاستخدام المتقن والمعقد للأعمدة والمنحوتات واللوحات المزخرفة من أجل الزينة. وكان أهم المؤيدين لعمارة الباروك الكنيسة الكاثوليكية وملوك أوروبا الكاثوليك خصوصًا من قبل آل هابسبورغ في النمسا وآل بوربون في فرنسا وإسبانيا، الذين أعتبروا حماة الكنيسة الكاثوليكية.

### الاقتصاد
عقب الإصلاح البروتستانتي غيّرت البروتستانتية في العقلية والفكر الغربي، فبينما كانت الكاثوليكية لا تحبذ تراكم الثروات، شجعت البروتستانتية تراكم الثروات واعتبرتها نعمة من عند الله متأثرة في ذلك في العهد القديم.
واستنادًا إلى ماكس فيبر فأخلاق العمل البروتستانتية، خاصة المذهب الكالفيني، من انضباط وعمل شاق وإخلاص، كانت وراء ظهور العقلية الرأسمالية في أوروبا،: وذلك لقولها بأن النجاح على الصعيد المادي هو دلالة على نعمة إلهية واختيار مسبق للخلاص.
وبعض الباحثين يربطون أيضًا دور التطهريين وهم من الكالفينين في الاقتصاد والرأسمالية في الولايات المتحدة الاميركية. فقد حثت تعاليمهم بان يكونوا منتجين بدلاً من مستهلكين ويستثمروا أرباحهم لخلق المزيد من فرص العمل لمن يحتاج وبذلك تمكنهم في المساهمة في بناء مجتمع منتج وحيوي. ومن الآثار المهمة للحركة التطهرية، بسبب تأكيدها حرية الفرد، ظهور برجوازية جديدة، فالحرية الفردية وما رافقها من نجاح في مجال الصناعة، جعل أتباع البيوريتانية يهتمون بالثروة والمتعة وحب التملك بدلاً من البحث عن خيرات الأرض بالسعي والجد.
ويعتبر اليوم أحفاد التطهريين أو ما يعرفون بالواسب الطبقة الثرية والمتعلمة في الولايات المتحدة، وهم بمثابة النخبة الاجتماعية التي تتحكم في الاقتصاد والسياسة والمجتمع الأمريكي. كذلك كانت أخلاق العمل البروتستانتية كقيم الموثوقية، والادخار، والتواضع، والصدق، والمثابرة والتسامح، أحد أسباب نشأة الثورة الصناعية.
أدى صعود البروتستانتية إلى تحرير أوروبا المسيحية إلى ازدياد نظرة روما ضد الربا. في أواخر القرن 18، بدأت العائلات التجارية البروتستانتية للانتقال إلى العمل المصرفي بدرجة متزايدة، ولا سيّما في البلدان التجارية مثل المملكة المتحدة (آل بارينجز)، وألمانيا (أسرة شرودرز وبرينبرغ) وهولندا. كما ولعبت النخب البروتستانتية الغنيّة دور كبير اقتصادي مثالًا على ذلك عندما تحولت جنيف إلى البروتستانتية في 1536 وذلك بعد وصول جون كالفين إلى هناك. بحيث ظهر التأثير البروتستانتي في سويسرا وعلى المجتمع السويسري خاصًة في المجال العلمي والاقتصادي إذ تشكل البروتستانت من المتعلمين والحرفيين والبرجوازيين، وعمل البروتستانت خاصًة الهوغونوتيون في إنشاء البنوك وعملوا في الذهب والتجارة. كما لعبت العائلات الغنية العريقة البروتستانتية دور اقتصادي هام، كعائلة بيكتات، التي مَـنحت إسمها لمصرف بيكتات الخاص.
ظهر أيضًا التأثير الكالفيني في هولندا وعلى المجتمع والاقتصاد الهولندي، ويعزو الاقتصاديان رونالد فيندلي وكيفن أورورك أنَّ جزءاً من صعود هولندا إلى أخلاقيات العمل البروتستانتية القائمة على الكالفينية، والتي عززت التوفير والتعليم. وقد ساهم ذلك وفقاً لهم في «أدنى أسعار الفائدة وأعلى معدلات الإلمام بالقراءة والكتابة في أوروبا. ومكنت فرة رأس المال من الاحتفاظ بمخزون ثروة مثير للإعجاب، ليس فقط في الأسطول الكبير ولكن في المخزونات الوفيرة من مجموعة من السلع التي كانت تستخدم لتحقيق الاستقرار في الأسعار والاستفادة من فرص الربح». وكان لهجرة الهوغونوتيون الذين قدموا من فرنسا، والبروتستانت الذين قدموا من جنوب هولندا إلى مدينة أمستردام دوراً في تطوير الاقتصاد الهولندي. حيث أدت هذه الهجرات إلى إنشاء العديد من الأعمال المصرفيّة والصناعيّة الكبرى. يظهر قول يعكس الوضع آنذاك في القرن السادس عشر:
| مسيحية غربية | الكاثوليك لديهم الكنائس، واللوثريين لديهم السلطة، والكالفينيين يملكون المال. | مسيحية غربية |